# سيتشوان

موقع مقاطعة سيتشوان.

سيتشوان أو سِجوان أو سِشْوَان هي إحدى مقاطعات جمهورية الصين الشعبية، عاصمتها شينجدو، ويَبلغَ عدد سُكَّانها 87,250,000 نسمة حسب إحصاء سنة 2004 وهي ثالث أكبر مقاطعة صينية من حيثُ عدد السكان.
تُشكِّل قومية الهان الغالبيَّة الساحقة من سُكَّانها بحيث تبلغ نسبتهم 95% و 5% المُتبقية من مختلفِ القوميَّات الأُخرى وهم على النحو التالي:
- هان 95%
- يي 2.6%
- تبتيون 1.5%
- كيانغ 0.4%

## التاريخ
كانت سيتشوان في العصور القديمة موطن ولايتي «با» و«شو» القديمتين، وأدى غزوهم من قبل تشين إلى تقويتها ومهد الطريق لتوحيد تشين شي هوانج للصين تحت حكم أسرة تشين، وخلال حقبة الممالك الثلاث كانَ مقر ليو باي لمملكة شو هان في سيتشوان، وتعرَّضت المنطقة لدمار كبير في القرن السابع عشر بسببِ تمرد تشانغ شيان تشونغ وغزو سلالة تشينغ اللاحق للمنطقة، ولكنَّها استعادتها لتصبح واحدة من أكثر المناطق إنتاجية في الصين بحلول القرن التاسع عشر.
خِلال الحرب العالمية الثانية كانت تشونغتشينغ عاصمة مؤقتة لجمهورية الصين ممَّا جعلها مركز القصف الياباني، وكانت واحدة من آخر مناطق البر الرئيسي التي استولى عليها جيش التحرير الشعبي الصيني خِلال الحرب الأهلية الصينية وقسمت المنطقة إلى أربعة أجزاء من عام 1949 إلى عام 1952. وعانت المنطقة بشدَّة خِلال المجاعة الصينية الكبرى بين عاميّ 1959 و 1961 لكنّها ظلت المُقاطعة الأكثر اكتظاظًا بالسكان في الصين حتّى تمَّ فصل بلدية تشونغتشينغ عنها مرة أُخرى في عام 1997.
يتحدث شعب الهان الصيني في سيتشوان شكلاً فريدًا من لغة الماندرين وَالتي تشكلت أثناء إعادة توطين المنطقة تحت حُكِمَ أسرة مينغ. ويتحدَّث بها الآن حوالي 120 مليون شخص، ممَّا جعلها عاشر أكثر اللغات تحدثًا في العالم إذا تمَّ حسابها بشكلٍ منفصل. وتمتاز المنطقة بمناخ رطب ودافئ وأدى ذلك لتشجيع الأطباق الحارة، حيثُ يساعد فلفل سيتشوان الأصليّ في تشكيل مطبخ سيشوان الحديث، الذي أصبحت أطباقه - بما في ذلك دجاج كونغ باو وتوفو مابو - من المكوّنات الأساسيَّة للمطبخ الصيني في جميع أنحاءِ العالم.
في عام 1950 حُلت مقاطعة شيكانغ وقسمت أراضيها بين منطقة التبت ذاتية الحكم التي تمَّ إنشاؤها حديثًا ومقاطعة سيتشوان، يتكون الجزء الغربيّ والشمالي الغربيّ من سيتشوان من منطقتيّ التبت وتشيانغ ذاتية الحكم.

### عصور ما قبل التاريخ
كانَ حوض سيتشوان والمناطق المُجاورة لمستجمعات المياه في نهر اليانغتسي مهدًا للحضارات الأصليَّة التي يعود تاريخها إلى القرن الخامس عشر قبل الميلاد على الأقل، بالتزامنِ معَ شانغ في شمال الصين. كانَ للمنطقة معتقداتها الدينية المُتميزة ونظرتها للعالم، وتُعد ثقافة باودون (ق. 2700-1750 قبل الميلاد) أقدم ثقافة وجدت في المنطقة من خِلال البحث الأثري التي تمَّ التنقيب عنها في سهل تشنغدو.

## الجُغرافيا والتنوع البيولوجي
تتكون سيتشوان من جزأين جغرافيين متميزين للغاية، حيثُ يقع مُعظم الجزء الشرقي منها داخل حوض سيتشوان الخصب (الذي تشترك فيهِ سيتشوان معَ بلدية تشونغتشينغ). ويتكوَّن الجزء الغربيّ من العديد من السلاسل الجبلية التي تُشكِّل الجزء الشرقي من هضبة التبت، وَالتي تُعرف عمومًا باسمِ جبال هنغدوان. وتحتوي جبال داكسو على أعلى نقطة في مقاطعة غونغجا شان، بارتفاع 7,556 متر (24,790 قدم) فوق مستوى سطح البحر. وتتكوَّن الجبال من اصطدام هضبة التبت بصفيحة اليانغتسي، وتشمل الصدوع هنا «صدع لونجمينشان» الذي حدثُ خِلال زلزال سيتشوان عام 2008، وتُحيطُ ببحوض سيتشوان سلاسل جبلية أُخرى من الشمال والشرق والجنوب ومن بينها جبال دابا في شمال شرق المحافظة.
يتدفق نهر اليانغتسي وروافده عبر جبال غرب سيتشوان وحوض سيتشوان، وتُعد المُقاطعة منبع المُدن الكبرى التي تقع على طول نهر اليانغتسي إلى الشرق، مثل تشونغتشينغ وووهان ونانجينغ وشنغهاي. ويُعدُّ نهر مين في وسط سيتشوان أحد الروافد الرئيسيَّة لنهر اليانغتسي، وينضم نهر مين إلى نهر اليانغتسي في ييبين.
بسببِ الاختلافات الكبيرة في التضاريس، فإنَّ مناخ المُقاطعة متغير للغاية. وبشكل عام لها تأثيرات موسمية قوية، وتهطل الأمطار بشكلٍ كبير في فصل الصيف. ويشهد حوض سيتشوان (بما في ذلك تشنغدو) في النصف الشرقي من المُقاطعة مناخًا شبه استوائي رطب، وفصول صيف طويلة وحارة ورطبة وشتاء قصير، معتدل إلى بارد وجاف وشتاء غائم. ولها أدنى ضوء الشمس في الصين.
وللمنطقة الغربيَّة مناطق جبلية تنتج مناخًا أكثر برودة ولكنَّ أكثر إشراقًا، وفصول شتاء باردة إلى شديدة البرودة وصيف معتدل، وتنخفض درجات الحرارة بشكلٍ عام، ونظرًا للارتفاع الشاهق وموقعها الداخلي، فإنَّ العديد من المناطق مثل مقاطعة غرز ومقاطعة زويج في سيتشوان تظهر مناخًا شبه قطبي (كوبن "Dwc") - وتتميّز بفصول شتاء شديدة البرودة تصل إلى -30 درجة مئوية وحتَّى ليالي الصيف الباردة. وتُعد المنطقة نشطة جيولوجيًا بسببِ لانهيارات الأرضية والزلازل. ويتراوح متوسط الارتفاع من 2000 إلى 3500 متر، ويتراوح متوسط درجات الحرارة من 0 إلى 15 درجة مئوية. فيمَا يتميز الجزء الجنوبي من المقاطعة، بما في ذلك بانتشيهوا وشيتشانغ، بمناخ مشمس معَ فصول شتاء قصيرة ومعتدلة جدًا وصيف دافئ جدًا إلى حار.
يحد سيتشوان تشينغهاي من الشمال الغربي، وقانسو من الشمال، وشنشي من الشمال الشرقي، وتشونغتشينغ من الشرق، وقويتشو من الجنوب الشرقي، ويوننان من الجنوب، ومنطقة التبت ذاتية الحكم من الغرب.

### الباندا العملاية

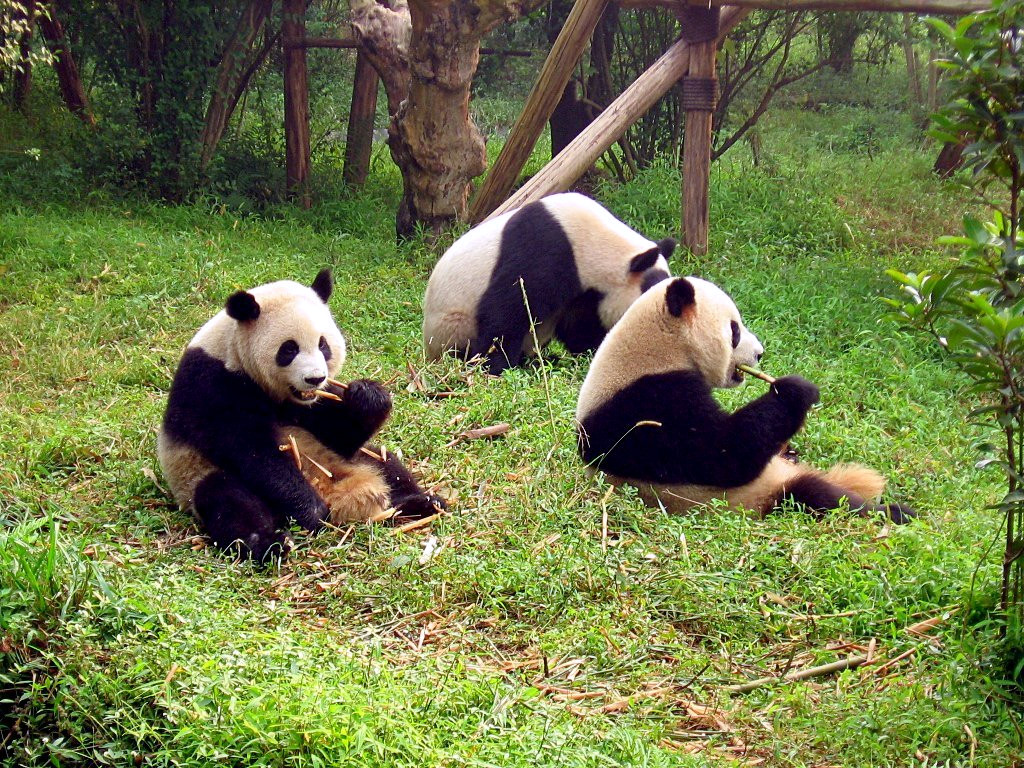
الباندا العملاقة تأكل الخيزران في مدينة تشنغدو بمقاطعة سيتشوان

تعيش الباندا العملاقة في غابات الخيزران والمناطق الجبلية المُنخفضة مثل جبال مينشان في سيتشوان،  وتعيش غالبية الباندا في سيتشوان، معَ انتشار مداها في شنشي وقانسو. ونظرًا لوفرة النظام الغذائي للباندا في مكان عيشها، فإنَّ نظامها الغذائي يتكون من 99٪ من الخيزران بِالإضافة إلى نباتات أُخرى صغيرة، أو حيوانات صغيرة بنسبة 1٪، وتُعتبر الباندا الرمز الوطنيّ للصين، وهو موطنها الأصلي.

## التقسيمات الإداريَّة
تتكون سيتشوان من إحدى وعشرين قسماً على مستوى المحافظة: ثمانية عشر مدينة على مستوى المحافظات (بما في ذلك مدينة فرعية) وثلاث محافظات مستقلة:
| التقسيمات الإدارية لسيشوان                       |                                           |              |             |                        |           |           |                    |                      |
| رمز القسم                                        | القسم                                     | المساحة كم22 | السكان 2010 | المقعد                 | التقسيمات | التقسيمات | التقسيمات          | التقسيمات            |
| رمز القسم                                        | القسم                                     | المساحة كم22 | السكان 2010 | المقعد                 | المناطق   | المقاطعات | المقاطعات المستقلة | مدن على مستوى مقاطعة |
| 510000                                           | سيتشوان                                   | 485,000.00   | 80,418,200  | تشنغدو                 | 54        | 107       | 4                  | 18                   |
| 510100                                           | تشنغدو                                    | 12,163.16    | 14,047,625  | منطقة ووهو             | 12        | 3         |                    | 5                    |
| 510300                                           | زيجونج                                    | 4,373.13     | 2,678,898   | Ziliujing District     | 4         | 2         |                    |                      |
| 510400                                           | بانتشيهوا                                 | 7,423.42     | 1,214,121   | منطقة دونغ، بانتشيهوا ‏ | 3         | 2         |                    |                      |
| 510500                                           | لوزهاو                                    | 12,233.58    | 4,218,426   | منطقة جيانغيانغ        | 3         | 4         |                    |                      |
| 510600                                           | ديانغ                                     | 5,951.55     | 3,615,759   | منطقة جينغيانغ         | 2         | 1         |                    | 3                    |
| 510700                                           | ميانيانغ                                  | 20,267.46    | 4,613,862   | منطقة فوتشينج          | 3         | 4         | 1                  | 1                    |
| 510800                                           | غوانغيوان                                 | 16,313.70    | 2,484,125   | منطقة ليتشو            | 3         | 4         |                    |                      |
| 510900                                           | سوينينغ                                   | 5,323.85     | 3,252,551   | منطقة شوانشان          | 2         | 2         |                    | 1                    |
| 511000                                           | نيجيانج                                   | 5,385.33     | 3,702,847   | منطقة شيزونغ، نيجيانغ  | 2         | 2         |                    | 1                    |
| 511100                                           | ليشان                                     | 12,827.49    | 3,235,756   | منطقة شيزونغ، ليشان    | 4         | 4         | 2                  | 1                    |
| 511300                                           | نانتشونغ                                  | 12,479.96    | 6,278,622   | Shunqing District      | 3         | 5         |                    | 1                    |
| 511400                                           | ميشان (جمهورية الصين الشعبية)             | 7,173.82     | 2,950,548   | Dongpo District        | 2         | 4         |                    |                      |
| 511500                                           | ييبن                                      | 13,293.89    | 4,472,001   | منطقة كويبينج          | 3         | 7         |                    |                      |
| 511600                                           | غوانغان                                   | 6,301.41     | 3,205,476   | منطقة جوانجان          | 2         | 3         |                    | 1                    |
| 511700                                           | داتشو                                     | 16,591.00    | 5,468,092   | منطقة تونغتشوان        | 2         | 4         |                    | 1                    |
| 511800                                           | ياان                                      | 15,213.28    | 1,507,264   | منطقة يوتشنغ           | 2         | 6         |                    |                      |
| 511900                                           | باتشونغ                                   | 12,301.26    | 3,283,771   | منطقة باتشو            | 2         | 3         |                    |                      |
| 512000                                           | زيانج                                     | 7,962.56     | 3,665,064   | منطقة يانجيانغ         | 1         | 2         |                    |                      |
| 513200                                           | محافظة نغاوا وتشيانغ التبتية ذاتية الحكم ‏ | 82,383.32    | 898,713     | برقم ‏                  |           | 12        |                    | 1                    |
| 513300                                           | ولاية غارزي التبتية ذاتية الحكم ‏          | 147,681.37   | 1,091,872   | كانغدينغ ‏              |           | 17        |                    | 1                    |
| 513400                                           | محافظة ليانغشان يي ذاتية الحكم ‏           | 60,422.67    | 4,532,809   | شيتشانغ                |           | 15        | 1                  | 1                    |
| أقسام المقاطعات الفرعية في جمهورية الصين الشعبية |                                           |              |             |                        |           |           |                    |                      |

تنقسم ولاية سيتشوان العشرين إلى 183 قسمًا على مستوى المُحافظة (53 مقاطعة، و17 مدينة على مستوى المحافظة، و109 مقاطعات، و4 مقاطعات ذاتية الحكم)، وفي نهاية عام 2017 بلغَ مجموع السكان 83.02 مليون نسمة.

### المناطق الحضريَّة
| السكان حسب المناطق الحضرية للمحافظة ومدن المقاطعات | السكان حسب المناطق الحضرية للمحافظة ومدن المقاطعات | السكان حسب المناطق الحضرية للمحافظة ومدن المقاطعات | السكان حسب المناطق الحضرية للمحافظة ومدن المقاطعات | السكان حسب المناطق الحضرية للمحافظة ومدن المقاطعات | السكان حسب المناطق الحضرية للمحافظة ومدن المقاطعات |
| #                                                  | المدينة                                            | المساحة الحضرية                                    | مساحة الحي                                         | سكان المدينة!                                      | تاريخ التعداد                                      |
| -------------------------------------------------- | -------------------------------------------------- | -------------------------------------------------- | -------------------------------------------------- | -------------------------------------------------- | -------------------------------------------------- |
| 1                                                  | تشنغدو                                             | 6,316,922                                          | 7,415,590                                          | 15,118,839                                         | 2010-11-01                                         |
| (1)                                                | تشنغدو                                             | 1,384,770                                          | 2,176,092                                          | أنظر تشنغدو                                        | 2010-11-01                                         |
| 2                                                  | ميانيانغ                                           | 967,007                                            | 1,355,331                                          | 4,613,871                                          | 2010-11-01                                         |
| (2)                                                | Mianyang                                           | 96,265                                             | 366,802                                            |                                                    | 2010-11-01                                         |
| 3                                                  | نانتشونغ                                           | 890,402                                            | 1,858,875                                          | 6,278,614                                          | 2010-11-01                                         |
| 4                                                  | لوزهاو                                             | 742,274                                            | 1,371,233                                          | 4,218,427                                          | 2010-11-01                                         |
| 5                                                  | ليشان                                              | 678,752                                            | 1,211,237                                          | 3,235,759                                          | 2010-11-01                                         |
| 6                                                  | زيجونج                                             | 666,204                                            | 1,262,064                                          | 2,678,899                                          | 2010-11-01                                         |
| 7                                                  | بانتشيهوا                                          | 631,258                                            | 787,177                                            | 1,214,121                                          | 2010-11-01                                         |
| 8                                                  | نيجيانج                                            | 586,445                                            | 1,251,095                                          | 3,702,847                                          | 2010-11-01                                         |
| 9                                                  | سوينينغ                                            | 549,826                                            | 1,295,885                                          | 3,252,619                                          | 2010-11-01                                         |
| 10                                                 | ييبن                                               | 549,650                                            | 836,340                                            | 4,471,896                                          | 2010-11-01                                         |
| (10)                                               | Yibin                                              | 277,993                                            | 1,148,864                                          |                                                    | 2010-11-01                                         |
| 11                                                 | ديانغ                                              | 530,122                                            | 735,070                                            | 3,615,758                                          | 2010-11-01                                         |
| (11)                                               | Deyang                                             | 79,269                                             | 212,185                                            |                                                    | 2010-11-01                                         |
| 12                                                 | باتشونغ                                            | 477,235                                            | 1,126,167                                          | 3283148                                            | 2010-11-01                                         |
| 13                                                 | شيتشانغ                                            | 466,732                                            | 712,434                                            | جزء من محافظة ليانغشان يي ذاتية الحكم ‏             | 2010-11-01                                         |
| 14                                                 | غوانغيوان                                          | 407,756                                            | 859,246                                            | 2,484,122                                          | 2010-11-01                                         |
| 15                                                 | داتشو                                              | 379,467                                            | 478,276                                            | 5,468,097                                          | 2010-11-01                                         |
| (15)                                               | Dazhou                                             | 299,223                                            | 1,111,159                                          | see Dazhou                                         | 2010-11-01                                         |
| 16                                                 | زيانج                                              | 376,387                                            | 905,729                                            | 2,593,843                                          | 2010-11-01                                         |
| 17                                                 | جيانيانغ، سيتشوان                                  | 365,386                                            | 1,071,214                                          | أنظر تشنغدو                                        | 2010-11-01                                         |
| 18                                                 | ميشان (جمهورية الصين الشعبية)                      | 347,546                                            | 821,853                                            | 2,950,545                                          | 2010-11-01                                         |
| (18)                                               | Meishan                                            | 150,350                                            | 285,889                                            | see Meishan                                        | 2010-11-01                                         |
| 19                                                 | مدينة دوجيانغيان                                   | 317,627                                            | 657,996                                            | أنظر تشنغدو                                        | 2010-11-01                                         |
| 20                                                 | غوانغان                                            | 317,502                                            | 858,159                                            | 3,205,476                                          | 2010-11-01                                         |
| 21                                                 | جيانغيو                                            | 312,154                                            | 762,140                                            | see Mianyang                                       | 2010-11-01                                         |
| (22)                                               | Longchang                                          | 289,494                                            | 633,210                                            | see Neijiang                                       | 2010-11-01                                         |
| 23                                                 | بينجزو ‏                                            | 263,199                                            | 762,887                                            | أنظر تشنغدو                                        | 2010-11-01                                         |
| 24                                                 | لانغزهونغ                                          | 242,535                                            | 728,935                                            | see Nanchong                                       | 2010-11-01                                         |
| 25                                                 | غوانغهان                                           | 235,872                                            | 591,115                                            | see Deyang                                         | 2010-11-01                                         |
| 26                                                 | إيمايشان (مدينة)                                   | 220,349                                            | 437,068                                            | see Leshan                                         | 2010-11-01                                         |
| 27                                                 | ياان                                               | 208,940                                            | 355,572                                            | 1,507,258                                          | 2010-11-01                                         |
| (27)                                               | Ya'an                                              | 52,131                                             | 256,484                                            | see Ya'an                                          | 2010-11-01                                         |
| 28                                                 | تشونغتشو ‏                                          | 206,448                                            | 661,120                                            | أنظر تشنغدو                                        | 2010-11-01                                         |
| 29                                                 | ميانتشو ‏                                           | 192,001                                            | 477,868                                            | see Deyang                                         | 2010-11-01                                         |
| 30                                                 | مدينة كيونغلاي ‏                                    | 190,099                                            | 612753                                             | أنظر تشنغدو                                        | 2010-11-01                                         |
| 31                                                 | شيفانغ ‏                                            | 187,473                                            | 412,758                                            | see Deyang                                         | 2010-11-01                                         |
| 32                                                 | وانيوان ‏                                           | 129,617                                            | 407,594                                            | see Dazhou                                         | 2010-11-01                                         |
| 33                                                 | هواينغ                                             | 119,228                                            | 278,359                                            |                                                    | 2010-11-01                                         |
| (34)                                               | كانغدينغ ‏                                          | 60,439                                             | 130,142                                            | جزء من ولاية غارزي التبتية ذاتية الحكم ‏            | 2010-11-01                                         |
| (35)                                               | برقم ‏                                              | 28,783                                             | 58,437                                             | جزء من محافظة نغاوا التبتية وتشيانغ ذاتية الحكم ‏   | 2010-11-01                                         |

## السياسة
يتم تنظيم سياسة سيتشوان في نظام حكوميّ وحزبي مزدوج مثل جميع المؤسّسات الحاكمة الأُخرى في الصين القارية، ويُعدُّ حاكم سيتشوان المسؤول الأعلى رتبة في الحكومة الشعبية لسيشوان. ويتمتع الحاكم بسلطة أقل من أمين لجنة الحزب الشيوعي الصيني في سيتشوان، الذي يُطلق عليهِ بالعامية «رئيس حزب سيتشوان للحزب الشيوعي الصيني».

## الاقتِصَاد

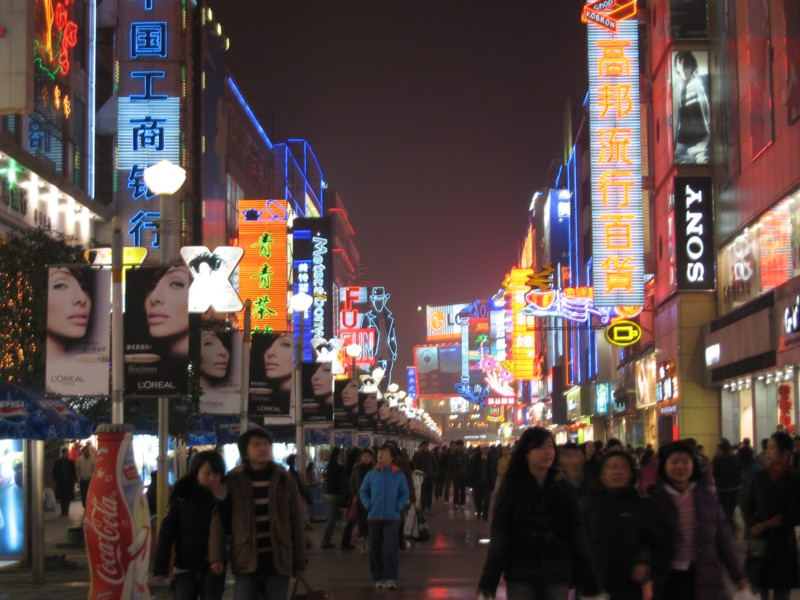
عاصمة تشنغدو سيتشوان.

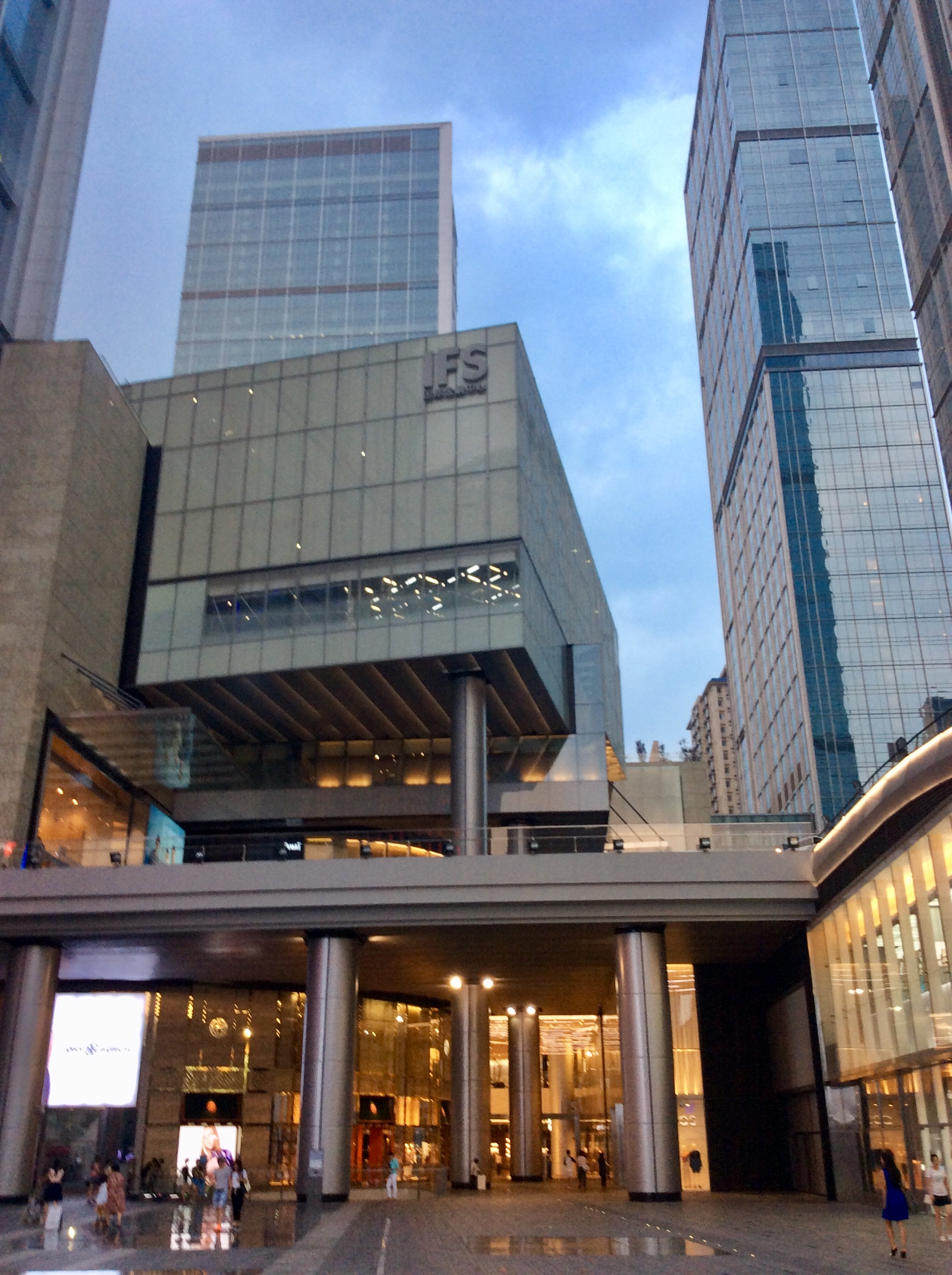
مدخل مول IFS Chengdu

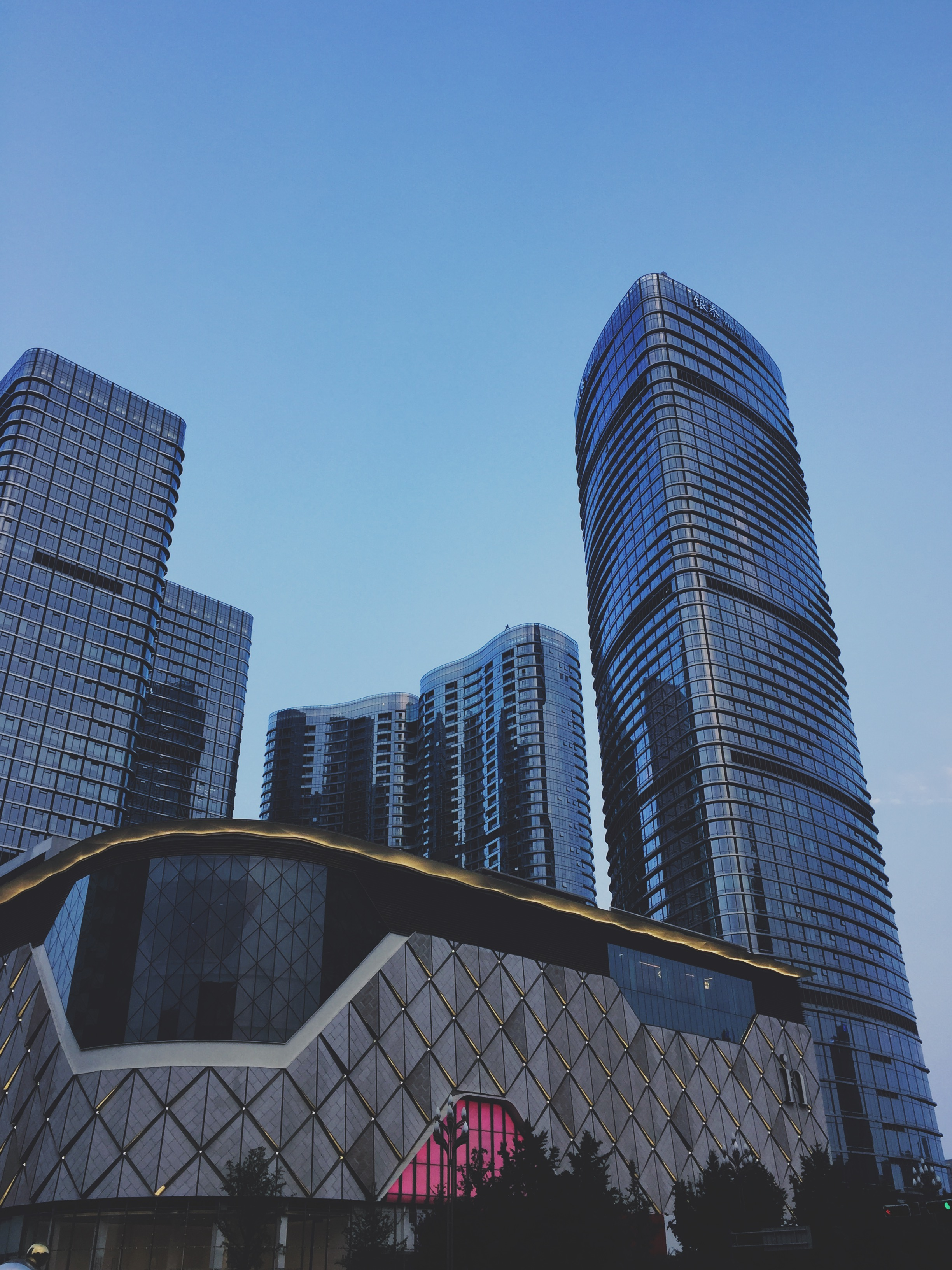
فنادق ومنتجعات والدورف أستوريا في تشنغدو

عرفت سيتشوان تاريخيًا باسمِ «مقاطعة الوفرة»، حيثُ تُعدّ إحدى قواعد الإنتاج الزراعي الرئيسيَّة للحبوب في الصين، بما في ذلك الأرز والقمح، وقد احتَّلت المرتبة الأولى في الإنتاج في الصين في عام 1999، وتشمل المَحاصيل التجاريَّة الحمضيات وقصب السكر والبطاطا الحلوة والخوخ والعنب. وكان لها أكبر إنتاج من لحم الخنزير بين جميع المُقاطعات وثاني أكبر إنتاج من شرانق دودة القز في عام 1999. وهي غنية بِالموارد المعدنية، حيثُ يوجد فيها أكثر من 132 نوعًا من الموارد المعدنيّة الجوفية المؤكدة بما في ذلك الفاناديوم والتيتانيوم والليثيوم كونها الأكبر في الصين. وتمتلك منطقة بانكسي وحدها 13.3٪ من احتياطي الحديد، و93٪ من التيتانيوم، و69٪ من الفاناديوم، و83٪ من الكوبالت في الدولة بأكملها. وتمتلك سيتشوان أيضًا أكبر احتياطيات غاز طبيعي مؤكدة في الصين، ويتمّ نقل معظمها إلى مناطق شرقية أكثر تطورًا.
تُعدّ سيتشوان واحدة من المراكز الصناعيّة الرئيسيَّة في الصين، بِالإضافة إلى الصناعات الثقيلة مثل الفحم والطاقة والحديد والصلب، أنشأت المُقاطعة أيضًا قطاعًا صناعيًا خفيفًا يشمل مواد البناء ومعالجة الأخشاب والأغذية وتصنيع الحرير. وتُعد كلّ من تشنغدو وميانيانغ مراكز لإنتاج المنسوجات والمنتجات الإلكترونية. وديانغ مركز إنتاج للآلات، بانتشيهوا مركز الصناعات المعدنية، وييبن مركز صناعة النبيذ، حيثُ شكل إنتاج النبيذ في سيتشوان 21.9٪ من إجمالي إنتاج البلاد في عام 2000.
تمَّ قطع خطوات كبيرة في تطوير سيتشوان إلى قاعدة صناعية حديثة عالية التقنية، من خِلال تشجيع الاستثمارات المحليَّة والأجْنَبية في الإلكترونيّات وتكنولوجيا المعلومات (مثل البرمجيات) والآلات والمعادن والطاقة المائيَّة والأدوية والأغذية والمشروبات الصناعات.
تُعدّ صناعة السيَّارات قطاعًا مهمًا ورئيسيًا في صناعة الآلات في سيتشوان، حيثُ تقع مُعظم شركات تصنيع السيَّارات في Chengdu وMianyang ونانتشونغ ولوزهاو.
تشمل الصناعات المهمة الأُخرى في سيتشوان صناعات الطيران والدفاع (العسكرية). وقد أطلقت عدد من الصَّواريخ الصينيَّة (صواريخ Long March) والأقمار الصناعية من مركز Xichang لإطلاق الأقمار الصناعية، الواقع في مدينة شيتشانغ.
تمَّ بناءً سد الخوانق الثلاثة، وهو أكبر سد تمَّ بناؤه على الإطلاق، على نهر اليانغتسي في مقاطعة هوبي القريبة للسيطرة على الفيضانات في حوض سيتشوان، ومقاطعة يونان المجاورة، في اتجاه مجرى النهر. وقد أشاد البعض بالخطة باعْتِبارها من جهود الصين للتحول نحو مصادر الطاقة البديلة ومواصلة تطوير قواعدها الصناعيّة والتجارية، لكنّ آخرين انتقدوها بسببِ آثارها الضارة المحتملة، مثل إعادة التوطين الجماعي للسكان في مناطق الخزان وفقدان الآثار، والأضرار البيئية.
تتمتع سيتشوان بواحد من أكبر الاقتصادات في غرب الصين. وقد بلغَ الناتج المحليّ الإجمالي الاسمي لعام 2017 3.69 تريليون يوان (547.71 مليار دولار أمريكي)، أي ما يُعادل 44651 يوان صيني (6613 دولارًا أمريكيًا) للفرد. وفي عام 2008 بلغَ نصيب الفرد من الدخل الصافي لسكان الريف 4121 يوانًا (593 دولارًا أمريكيًا)، بزيادة 16.2٪ عن عام 2007. وبلغ متوسط دخل الفرد المتاح لسكان الحضر 12633 يوانًا (1819 دولارًا أمريكيًا)، بزيادة 13.8٪ عن عام 2007.

### التجارة الخارجيَّة
وفقًا لوزارة التجارة في سيتشوان، بلغَ إجمالي التجارة الخارجيَّة للمقاطعة 22.04 مليار دولار أمريكيّ في عام 2008، بزيادة سنوية قدرها 53.3 في المائة. وبلغت الصادرات 13.1 مليار دولار، بزيادة سنوية قدرها 52.3 في المائة، بينما بلغت الواردات 8.93 مليار دولار، بزيادة سنوية قدرها 54.7 في المائة، وقد تحققت هذه الإنجازات بسببِ التغييراتِ الكبيرة في سياسة التجارة الخارجيَّة للصين، وتسريع رفع قيمة اليوان، وزيادة الحوافز التجاريَّة وزيادة تكاليف الإنتاج. وشهدت المُدن والمحافظات الثمانيّة عشر معدل نمو ثابت. وشهدت كلّ من تشنغدو وسوينينغ ونانتشونغ وداتشو وياآن وأبازهو وليانغشان زيادة بنسبة تزيد عن 40 في المائة بينما شهدت ليشان ونيجيانغ ولوتشو وميشان وتسييانغ ويبين زيادة بأكثر من 20 في المائة. وظلت التجارة الخارجيَّة في تسيغونغ وبانتشيهوا وغوانغ آن وبازونغ وغانزي ثابتة.

## وسائل النقل

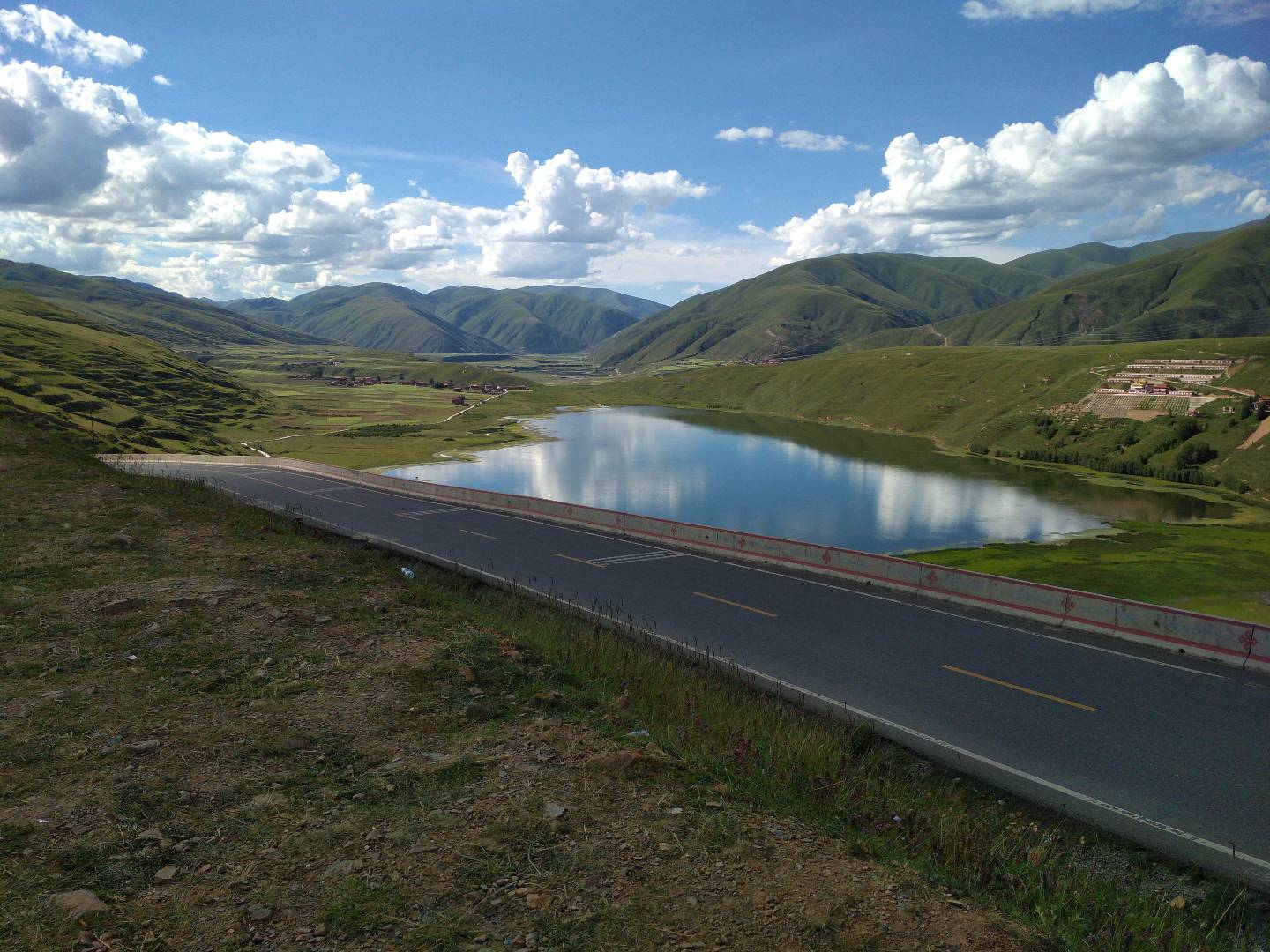
طريق سيتشوان - التبت السريع يمر ببحيرة كاسا في مقاطعة لوهو.

على مدى آلاف السنين شكلت المناظر الطَّبيعية الوعرة والنهرية في سيتشوان تحديات هائلة لتطوير البنيَّة التحتية للنقل، وساهم الافتقار إلى الطرق خارج حوض سيتشوان في عزلة المنطقة، ومنذ الخَمْسيْنِيَّات من القرن الماضي تمَّ بناءً العديد من الطرق السريعة والسكك الحديديَّة عبر تشينلينغ في الشمال وباشان في الشرق، وأدت عشرات الجسور عبر نهر يانغتسي وروافده إلى الجنوب والغرب إلى زيادة الاتصال معَ يونان والتبت.

### المطارات
يُعدُّ مطار تشنغدو شوانغليو الدولي رابع أكثر المطارات ازدحاما في الصين القارية، وكان من بين أكثر 30 مطارًا ازدحامًا في العالم في عام 2015، والأكثر ازدحامًا في غرب ووسط الصين. وخامس المطارات ازدحامًا من حيثُ حركة الشحن في الصين لعام 2013. وهو محور خطوط سيتشوان الجوية، وخطوط تشنغدو الجوية، وخطوط شنتشن الجوية، وخطوط التبت الجوية، وخطوط جنوبالصين الجوية، وخطوط شرق الصين الجوية، ولاكي إير وإير تشاينا، ولا زال مطار جينغديو الجديد قيد الإنشاء.
مطارات تشنغدو هي أيضًا مطارات بدون تأشيرة عبور لمدَّة 144 ساعة للأجانب من العديد من البلدان مثل ألبانيا والأرجنتين وأُستراليا والنمسا وبلجيكا والبوسنة والهرسك والبرازيل وبروناي وبُلغاريا وكندا وشيلي وكرواتيا وقبرص وجُمهُوريَّة التشيك الدنمارك، إستونيا، فنلندا، فرنسا، ألمانيا، اليونان، المجر، أيسلندا، أيرلندا، إيطاليا، اليابان، لاتفيا، ليتوانيا، لوكسمبورغ، مقدونيا، مالطا، المكسيك، جمهورية الجبل الأسود، هولندا، نيوزيلندا، بولندا، البرتغال، قطر، رومانيا، روسيا، صربيا، سنغافورة، سلوفاكيا، سلوفينيا، كوريا الجنوبية، إسبانيا، السويد، سويسرا، أوكرانيا، الإمارات العربيَّة المتحدة، المملكة المتَّحدة والولايات المتحدة.

### الطرق السريعة
في 3 نوفمبر 2007 أعلن مكتب النقل في سيتشوان أكتمال بناءً الطريق السريع «سوينينغ-تشونغتشينغ» بعدَ ثلاث سنواتٍ من العمل فيه، بعدَ الانتهاء من قسم تشونغتشينغ من الطريق بطول 36.64 كيلومتر (22.77 ميل)، وَالتي ربطت الطريق السريع بين Chengdu-Nanchong وشكلت أقصر طريق سريع من تشنغدو إلى تشونغتشينغ. ويُعدُّ الطريق السريع الجديد أقصر بمسافة 50 كيلومتر (31 ميل) من الطريق الموجود مسبقًا بين تشنغدو وتشونغتشينغ؛ وتمَّ تقليل وقتٍ الرحلة بين الْمَدِينَتَيْنِ بمقدار ساعة، وأصبح الآن يستغرق ساعتين ونصف الساعة. ويُعدُّ طريق Sui-Yu السريع عبارة عن ممر علوي من أربعة حارات معَ حد للسرعة يبلغ 80 كيلومتر في الساعة (50 ميل/س)، وقد بلغَ إجمالي الاستثمار فيهِ 1.045 مليار يوان.

### السكك الحديديَّة
السكك الحديديَّة الرئيسيَّة في سيتشوان تشمل:
- باوجي - تشنغدو
- تشنغدو - تشونغتشينغ
- تشنغدو - كونمينغ
- نيجيانغ - كونمينغ
- سوينينغ - تشونغتشينغ
- تشنغدو - داتشو
- تشنغدو - دوجيانغيان: خط سكة حديد عالي السرعة.

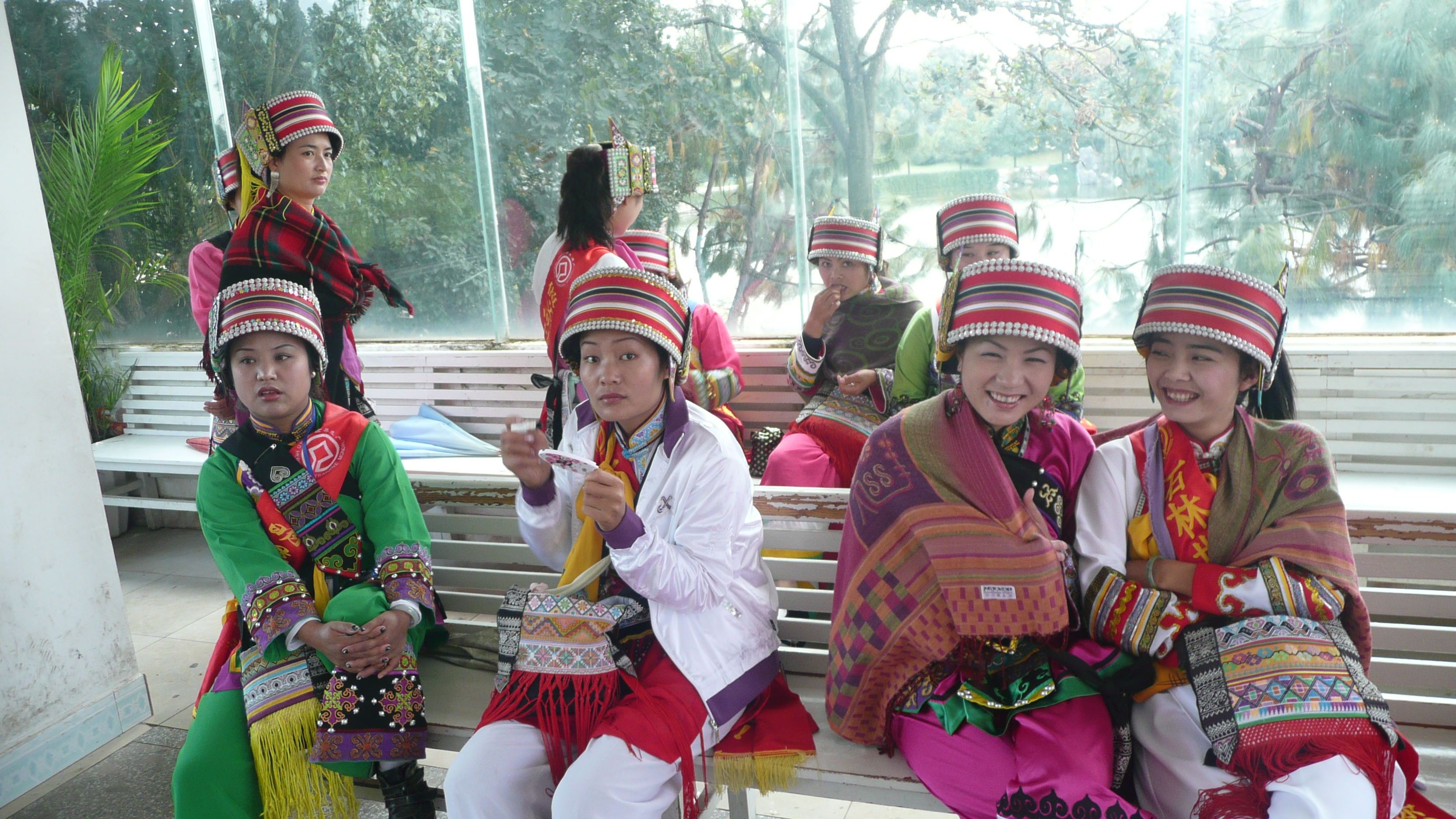
يي هي أكبر مجموعة أقلية عرقية في سيتشوان.

## التركيبَة السكانيَّة
غالبية سكان المُقاطعة من الصينيين الهان ويشكّلون 95٪ من سكان المقاطعة، وينتشرون في جميع أنحاءِ المنطقة باستثناءِ المناطق الغربيَّة البعيدة، وبالتالي، وتقيم أقليات كبيرة من التبتيين واليي وتشيانغ وناخي في الجزء الغربيّ المتأثر بالطقس العاصف والكوارث الطَّبيعية والهشة بيئيًا والفقيرة، وتُعد تشنغدو عاصمة سيتشوان موطن لمجتمع كبير من التبتيين، حيثُ يقطن فيها 30 ألف من سكان التبت الدائمين، وما يصل إلى 200 ألف تبتي عائم.
كانت سيتشوان المُقاطعة الأكثر اكتظاظًا بالسكان في الصين قبل أنَ تُصبح تشونغتشينغ بلدية تخضع لسيطرة مباشرة، وهي حاليًا رابع أكبر عدد من السكان بعدَ قوانغدونغ وشاندونغ وخنان.، واعتبارًا من عام 1832 كانت سيتشوان الأكثر اكتظاظًا بالسكان من بين 18 مقاطعة في الصين، حيثُ كانَ عدد سُكَّانها في ذلك الوقت 21 مليون نسمة. وكانت ثالث أكبر كيان دون قومي من حيثُ عدد السكان في العالم، بعدَ أوتار براديش الهندية السوفياتية حتّى عام 1991، وبعد حل الاتحاد السوفيتي.

### الدين
الديانات في سيتشوان
الديانات السائدة في سيتشوان هي الديانات الشعبية الصينية والتقاليد الطاوية والبوذية الصينية، ووفقًا لمسح أُجرٍي في عاميّ 2007 و2009 يعتقد 10.6٪ من السكان ويُشاركون في طوائف الأجداد، بينما يُعتبر 0.68٪ من السكان مسيحيين. ووفقًا للنشرة اليابانيّة "Tokyo Sentaku" في عام 1999 كانَ هُناك 2 مليون عضو من لكوان تاوفي سيتشوان، أي ما يُعادل 2.4٪ من سكان المقاطعة.

مواقع دينية في سيتشوان
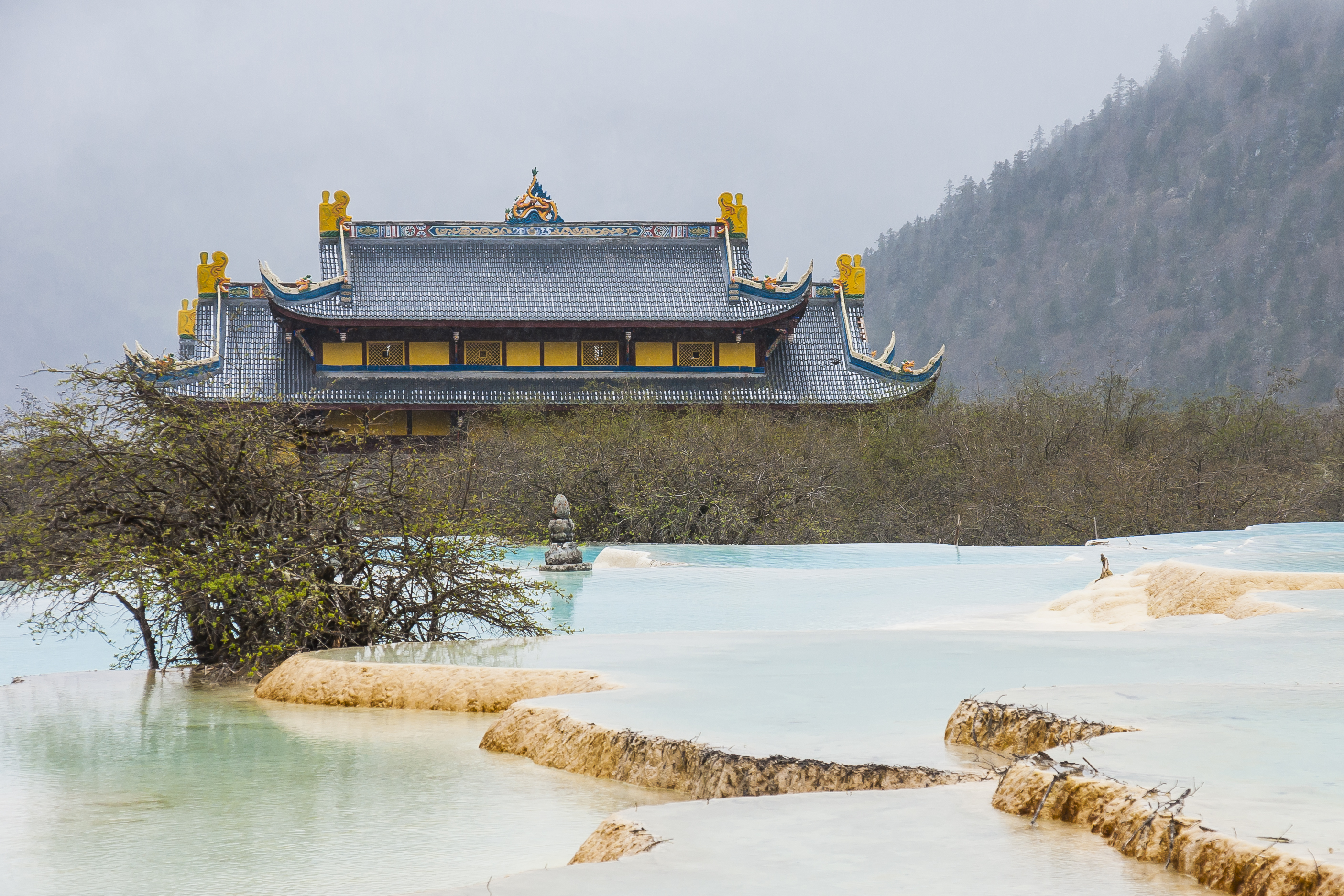
منظر لمعبد التنين الأصفر (البوذية الصينية) في هوانغ لونغ.
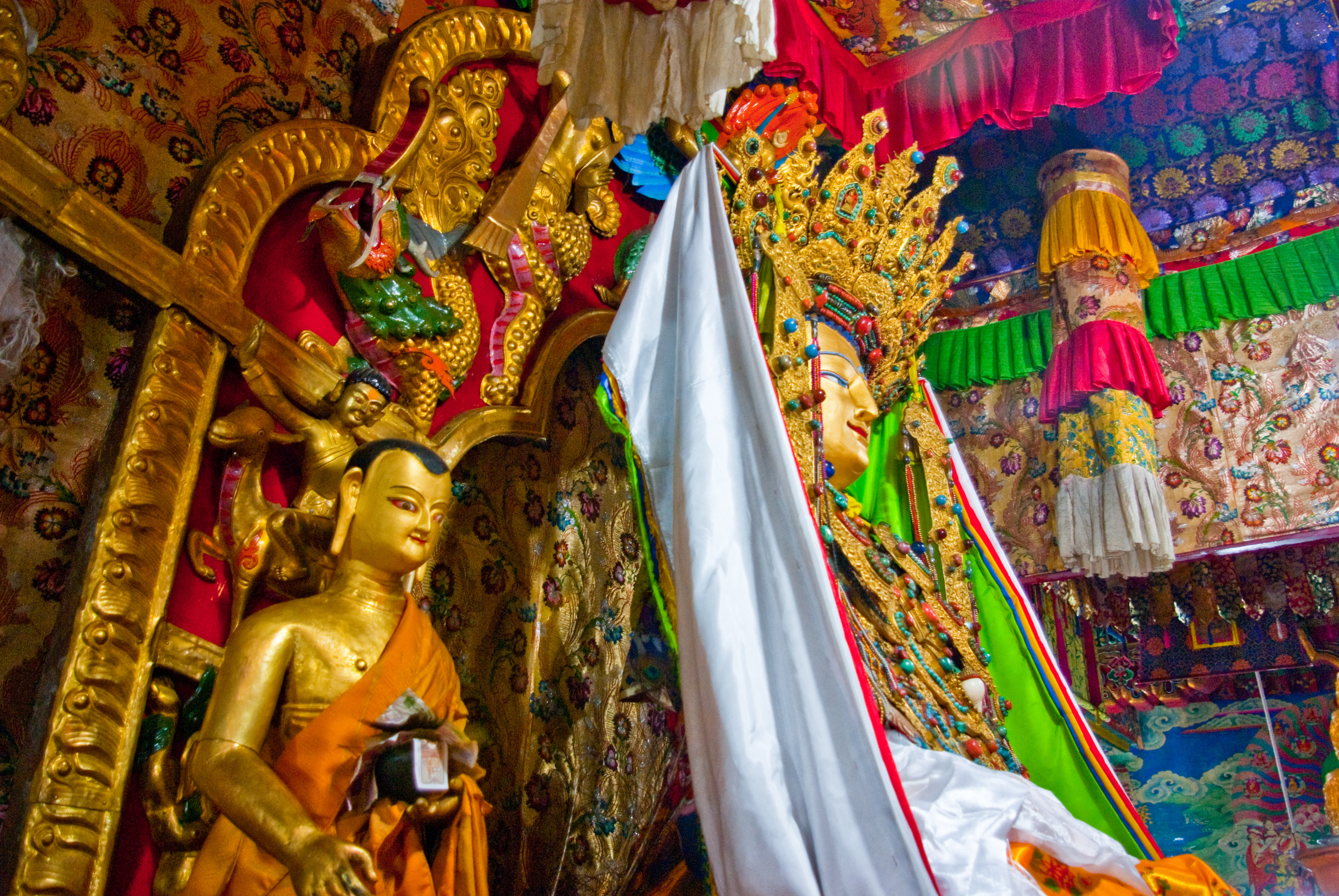
تماثيل بوذا في دير ليتانغ التقليديّ التبتيي.
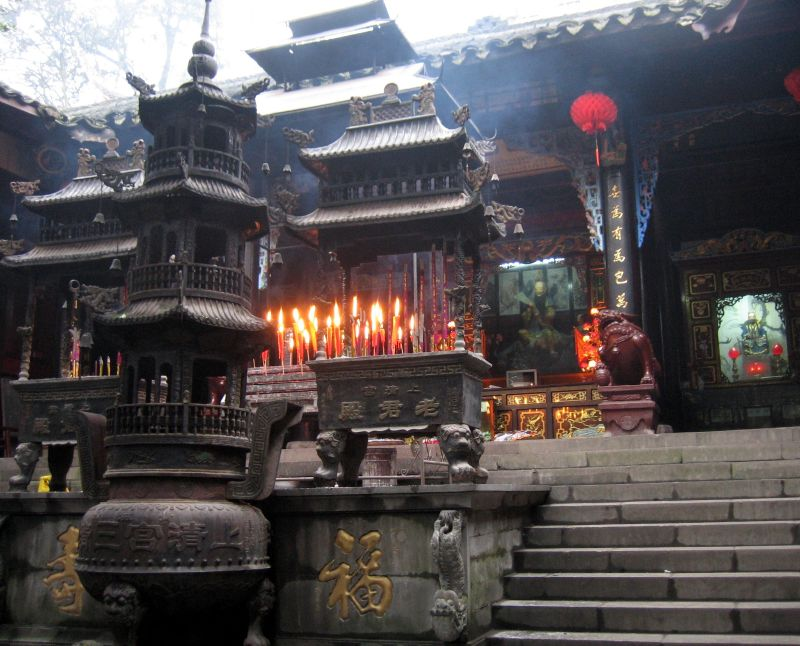
جناح معبد Shangqing (الطاوي) في تشنغدو.
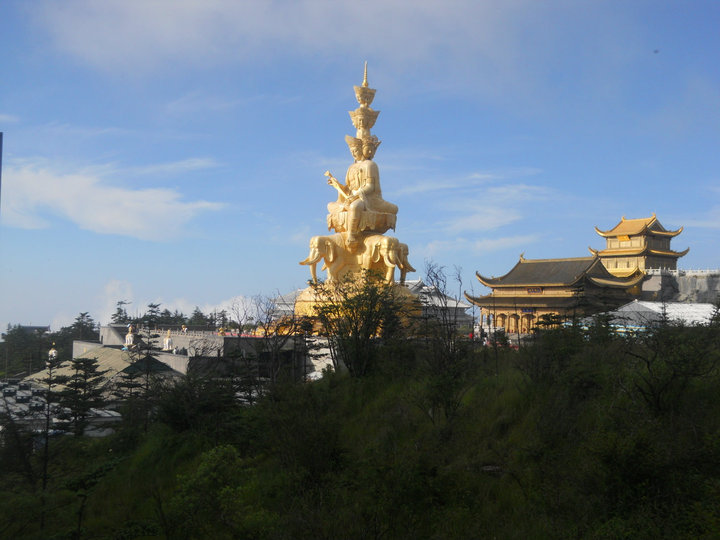
المعبد الذهبي لجبل أومي (البوذية الصينية).

## الثقافة

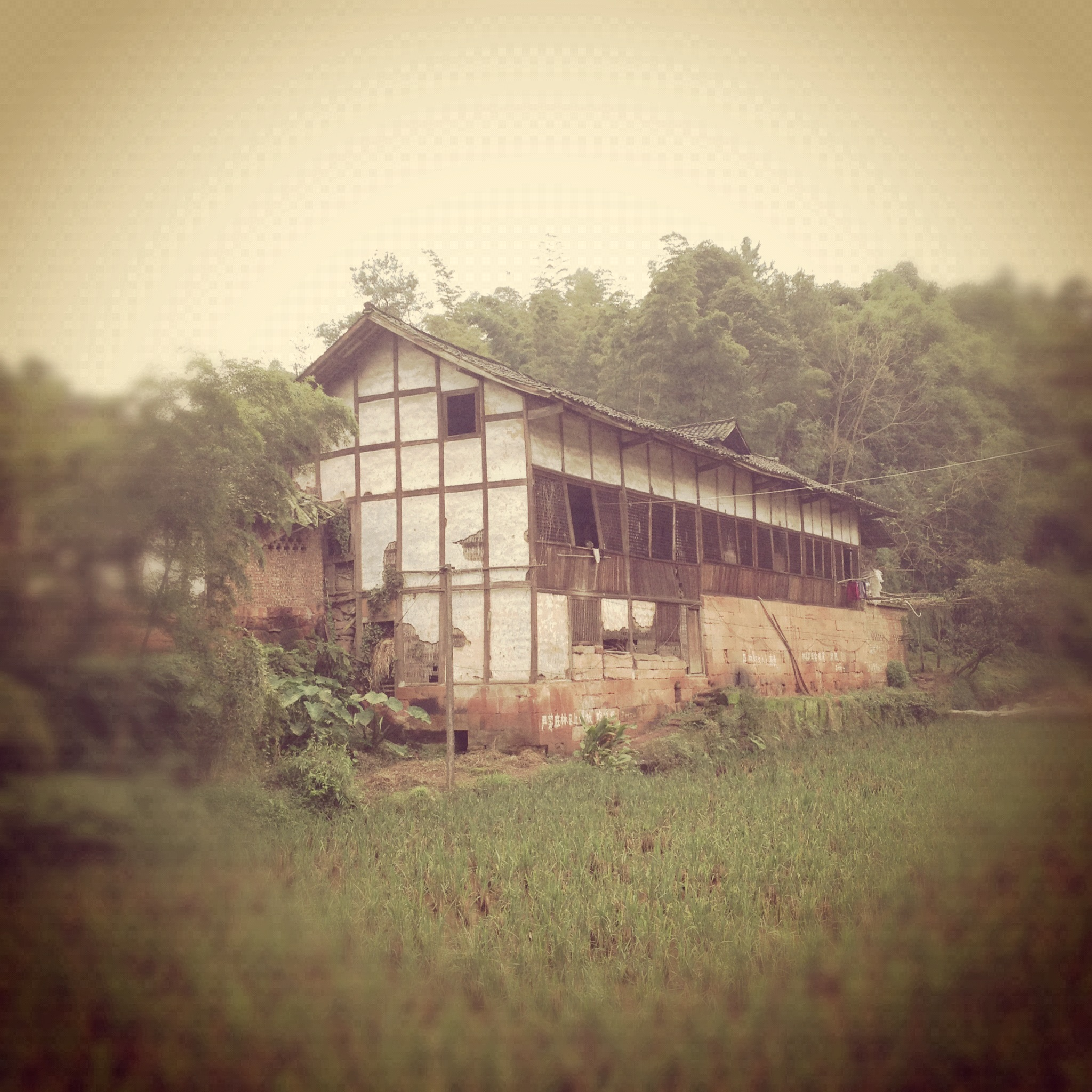
منزل نموذجي في سيتشوان

أنخفض عدد سكان المنطقة خِلال سلالتي يوان ومينغ بسببِ الحروب وانتشار الطاعون الدبلي وحل المُستوطنون من منطقة هوبي الحديثة محل الصينيّين العاديّين الأوائل بمعيار جديد.
يقع نُصب لي باي التذكاري في جيانغيو وهو متحف تخليداً لذكرى الشاعر الصيني «لي باي» من سلالة تانغ الحاكمة (618-907) وقد بني النصب التذكاري في المكان الذي نشأ فيه، وبدأ البناء عام 1962 بمناسبة الذكرى 1200 لوفاته، وأكتمل في عام 1981 وافتتح للجمهور في أكتوبر 1982، وبني النصب التذكاري على طراز حديقة Tang الكلاسيكية.
في عام 2003 كانَ في سيتشوان 88 فرقة أداء فنية، و185 مركزًا ثقافيًا، و133 مكتبة، و52 متحفًا، كما أنتجت الشركات الموجُودة في سيتشوان 23 مسلسلًا تلفزيونيًا وفيلمًا واحدًا.

### اللغات

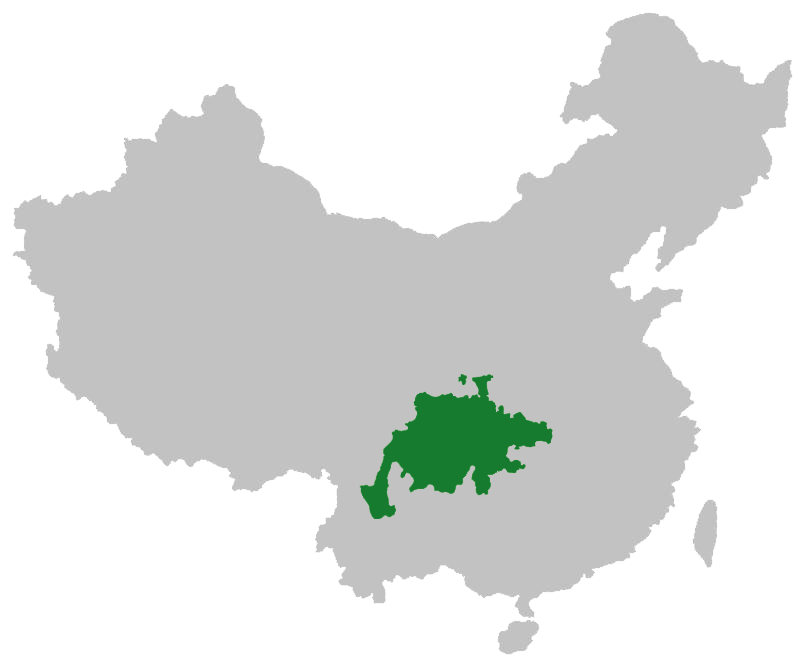
مدى إنتشار اللغة السيشوانية الحالية

تحدَّث السيشوانيون ذات مرَّة عن تنوعهم الخاص من اللغة الصينيَّة المنطوقة المسماة Ba-Shu Chinese أو Old Sichuanese قبل أنَ تنقرض خِلال عهد أسرة مينج، ويتحدَّث معظمهم حالياً لغة «الماندرين السيشوانية». فيمَا يعتقد بعض اللُغويين أنَ لهجات مينجيانغ يُمكن أنَ تكون سليلاً حسن النية لسيشوان القديمة، ولكنَّ لا يوجد دليل قاطع على ما إذا كانت لهجات مينجيانغ مشتقة من سيتشوان القديمة أو جنوب غرب الماندرين.
لغات سيتشوان في الأساس أعضاء في ثلاث عائلات فرعيَّة من اللغات الصينية التبتية، وأكثر أنواع اللغة الصينيَّة المُستخدمة بشكلٍ واسع في سيتشوان هي لغة الماندرين السيشواني، وهي لغة مشتركة في سيتشوان وتشونغتشينغ وأجزاء من منطقة التبت ذاتية الحكم، على الرغم من أنَ لغة السيشوان تُصنف عمومًا على أنَّها لهجة من لغة الماندرين الصينية، إلَّا أنَّها شديدة الأخْتِلَافُ في علم الأصوات والمفردات وحتَّى قواعد اللغة الصينيَّة القياسية. ويُصعِّب فهم لهجة مينجيانغ عند المتحدثين بلهجات الماندرين الأخرى.   
يتحدث التبتيين بلغة «النقاط الخمس» و«أمدو التبت» وهي لغات تبتية، ويتحدَّث تشيانغ «لغات تشيانغية» واللغات التبتية أيضًا، فيمَا يتحدث «شعب يي» في مقاطعة ليانغشان ذاتية الحُكم في جنوب سيتشوان «لغة نوسو»، وهي إحدى لغات لولو بورما.
تضم جامعة ساوثويست للقوميات أحد أبرز أقسام علم التبت في الصين، ويطبع دار نشر الأقلّيات الجنوبيَّة الغربيَّة الأدب بلغات الأقليات، وفي المناطق المأهولة بالأقليات في سيتشوان، توجد لافتات ثنائية اللغة والتَّعليمِ في المدارس العامَّة بلغات الأقلّيات غير الماندرين.

### المطبخ
تشتهر سيتشوان بمطبخها الحار ويستخدم فلفل سيتشوان بسببِ مناخها الأكثر رطوبة، حيثُ يفتخر السشوانيون بمطبخهم المعروف بأنَّه أحد التقاليدَ الأربعة العظيمة للمطبخ الصيني، ويتمّ وصف أبرز سمات المطبخ السيشواني بأربع كلمات: حار، حار، طازج وعطر. ويحضى مطبخ سيتشوان بشعبية في جميع أنحاءِ الصين، وكذلك الطهاة في سيتشوان.
ويُعدُّ الطبق الشهير لسيتشوان هوت بوت "hotpot" وهو حساء صيني يحتوي على مجموعة متنوعة من الأطعمة والمكونات من شرق آسيا، ويَحضُرَ في قدر يغلي من مرق الحساء، وأثناء غليان القدر توضع المكوّنات فيهِ وتُطهى على المائدة. وتشمل أطباق الوعاء الساخنة النموذجية شرائح اللحم الرقيقة والخضروات الورقية والفطر وونتون وزلابية البيض والتوفو والمأكولات البحرية. وعادة ما يتم تناول الطعام المطبوخ معَ صلصة غمس.

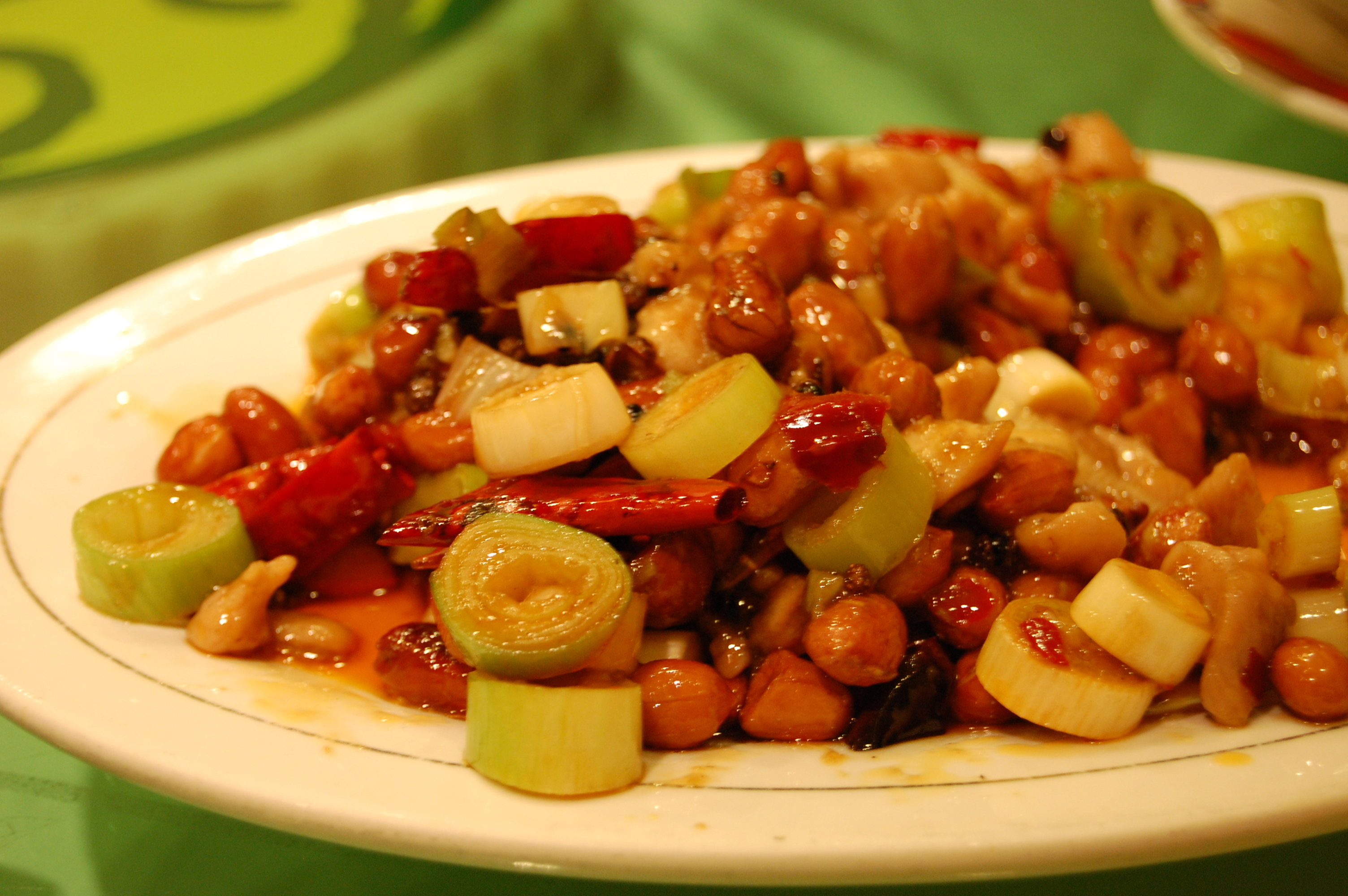
دجاج كونغ باو، أحد أشهر أطباق مطبخ سيتشوان
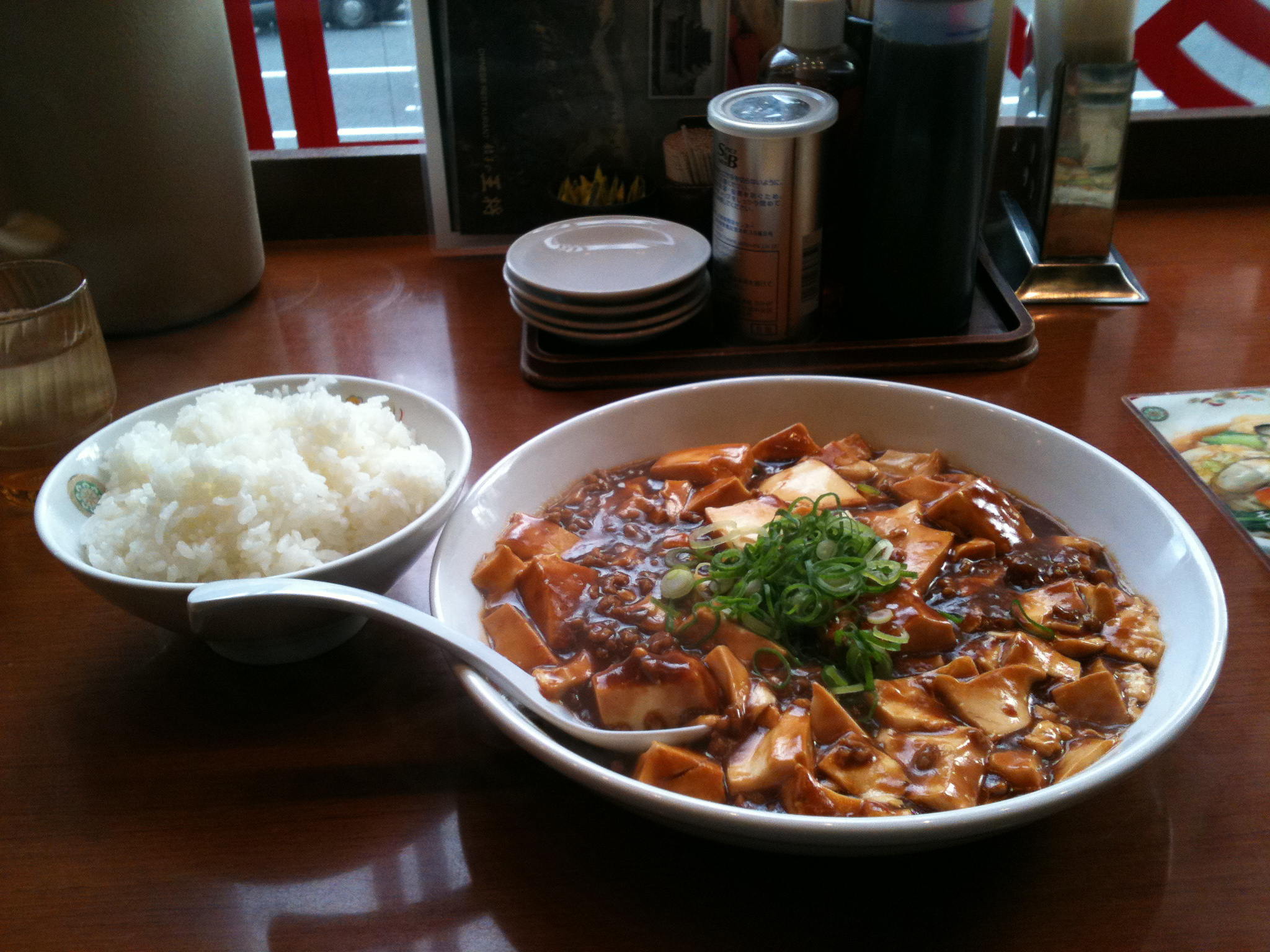
مابو دوفو
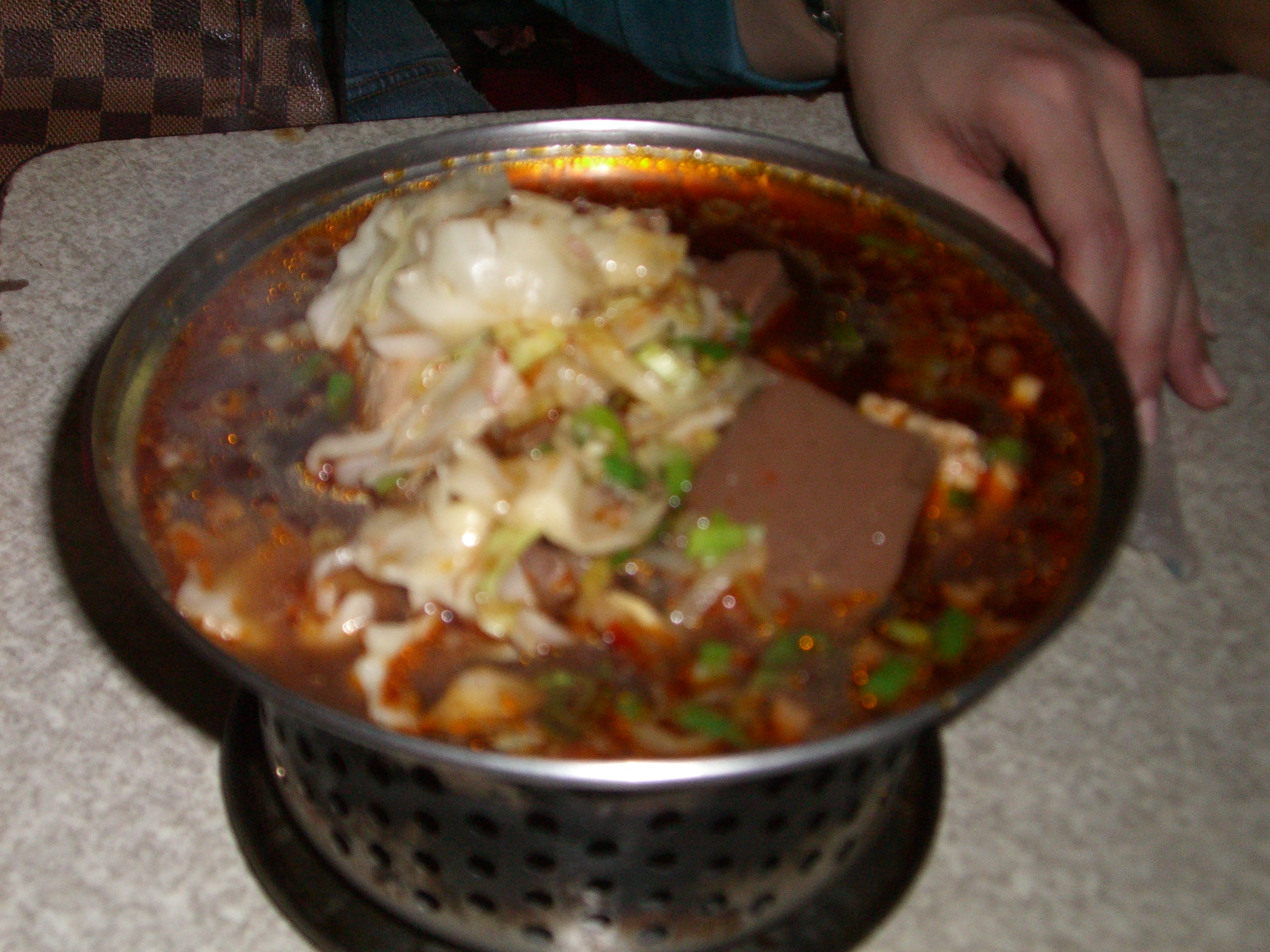
وعاء ساخن على طريقة مالا
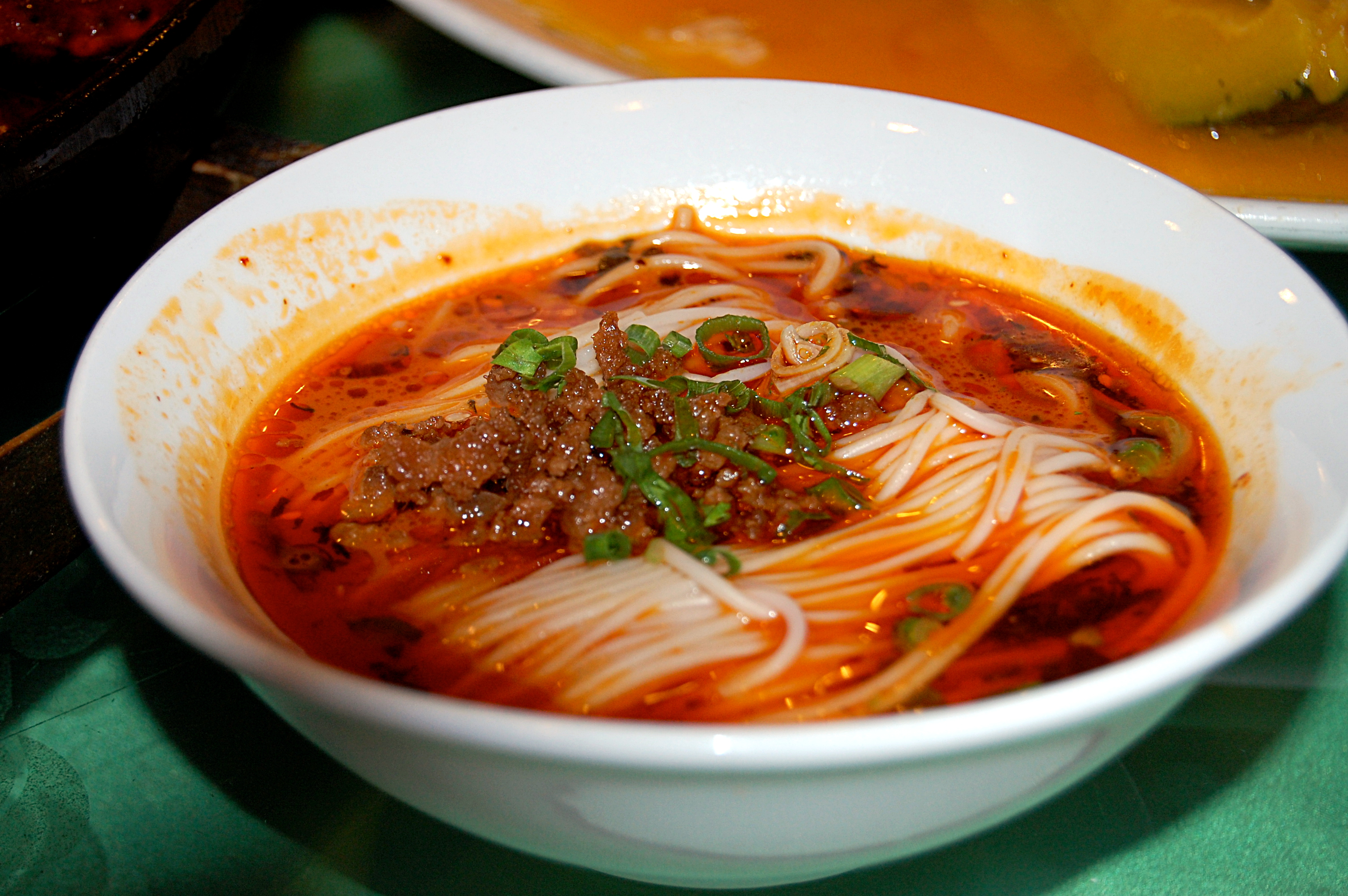
نودلز دندن
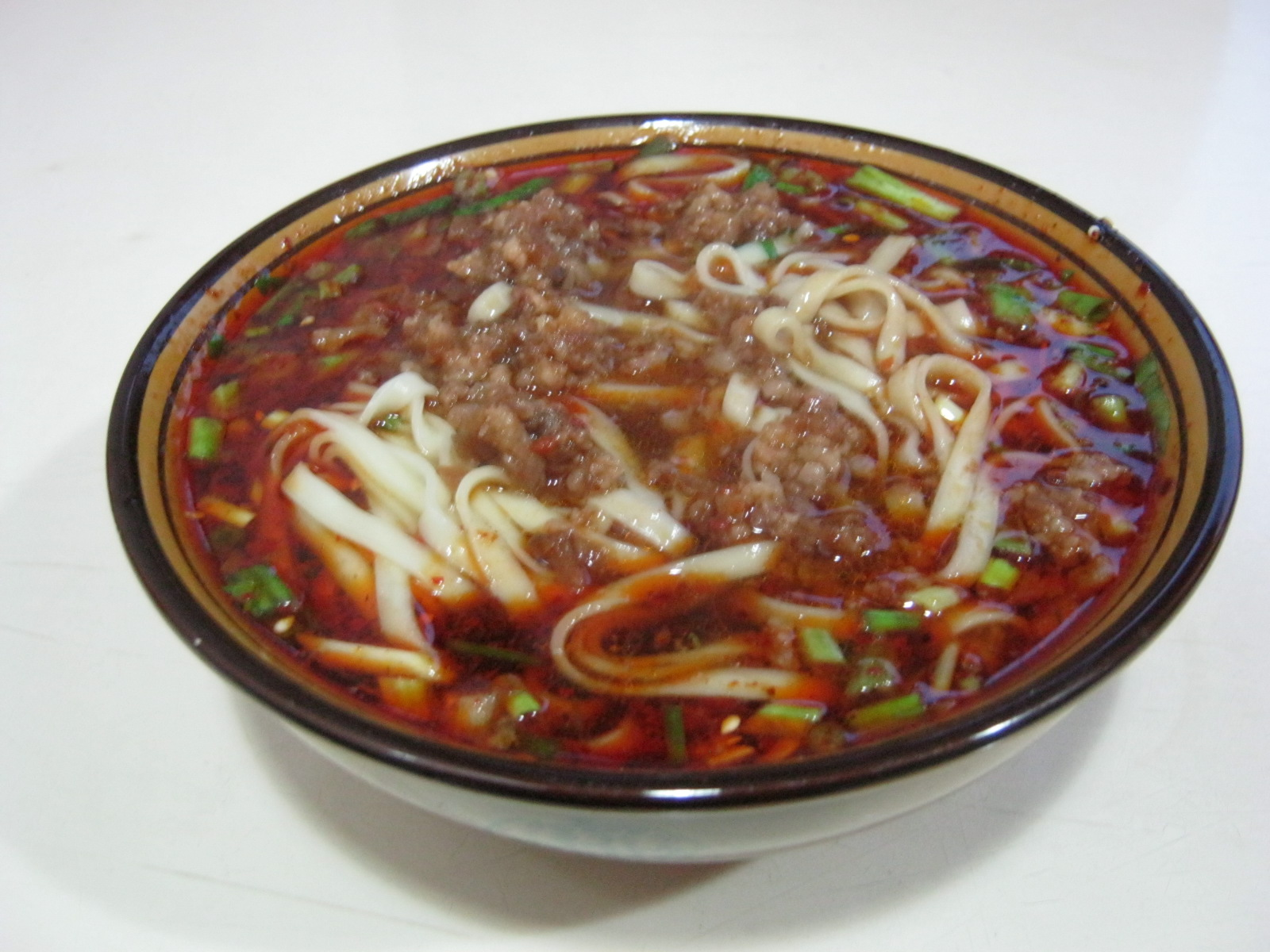
نودلز الصلصة المُختلطة (杂酱面)

## التعليم

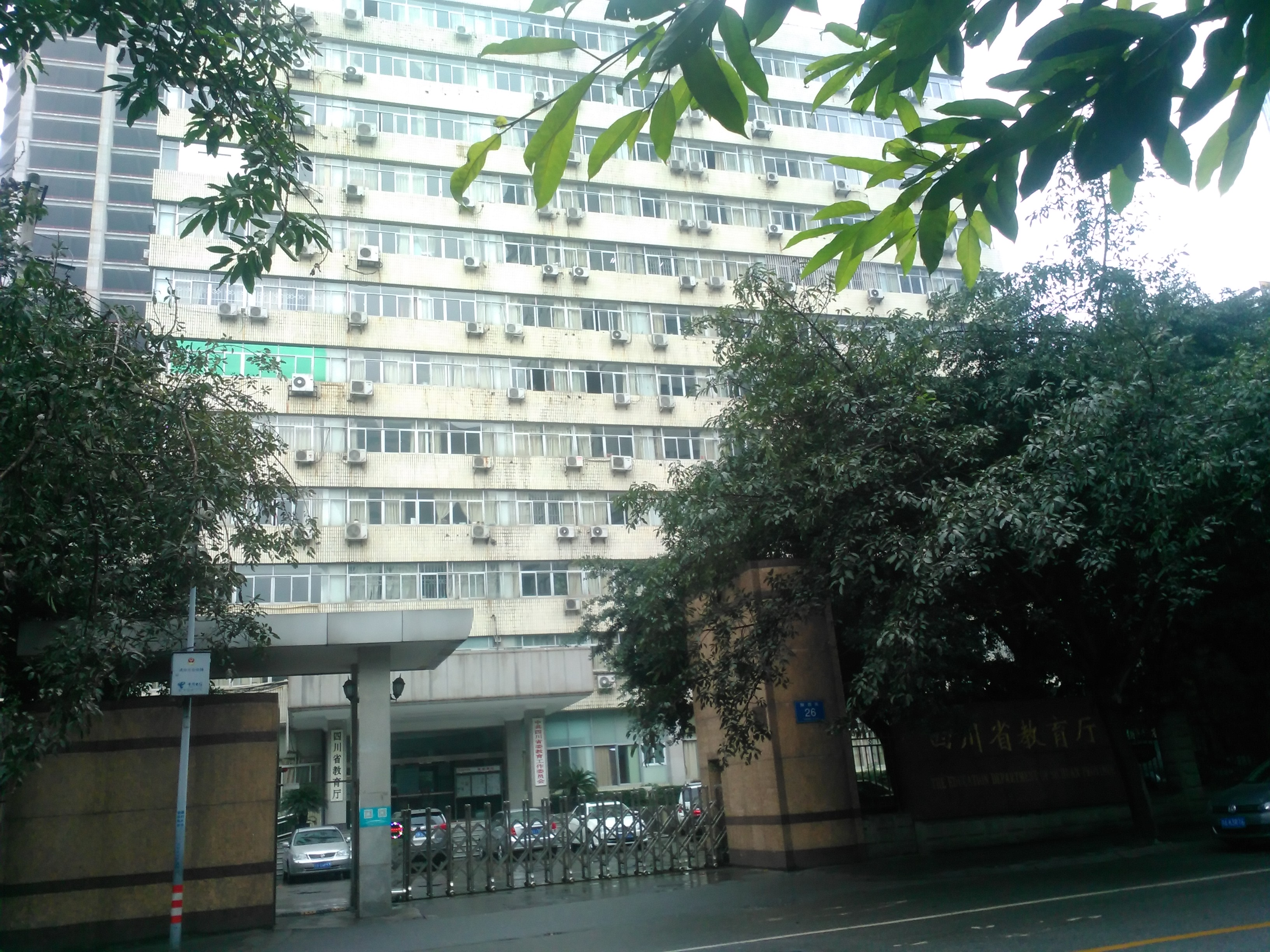
قسم التعليم في سيتشوان

### الكليات والجامعات
- جامعة سيتشوان (تشنغدو)
- جامعة جنوب غرب جياوتونغ (تشنغدو)
- جامعة الجنوب الغربي للقوميات (تشنغدو)
- جامعة ساوث وسترن للتمويل والاقتصاد (تشنغدو)
- جامعة الصين للعلوم والتكنولوجيا الإلكترونية (تشنغدو)
- جامعة جنوب غرب للبترول (نانتشونج وتشنغدو)
- جامعة تشنغدو لتكنولوجيا المعلومات
- جامعة تشنغدو للتكنولوجيا
- جامعة تشنغدو للطب الصيني التقليدي
- جامعة سيتشوان الزراعية (ياان، تشنغدو، دوجيانغيان)
- جامعة غرب الصين للمعلمين (نانتشونغ)
- جامعة سيتشوان نورمال (تشنغدو)
- جامعة الجنوب الغربي والتكنولوجيا (ميانيانغ)
- كلية شرطة سيتشوان (لوتشو)
- كلية شمال سيتشوان الطبية (نانتشونغ)
- جامعة سيتشوان للعلوم والهندسة (زيجونج وييبن)
- جامعة تشنغدو
- جامعة زيهوا (تشنغدو)
- جامعة بانتشيهوا (بانتشيهوا)
- جامعة شيتشانغ (شيتشانغ)
- جامعة آبا للمعلمين (محافظة نغاوا التبتية وتشيانغ ذاتية الحكم)
- جامعة الطيران المدني للطيران في الصين (جوانغان)

## السياحة

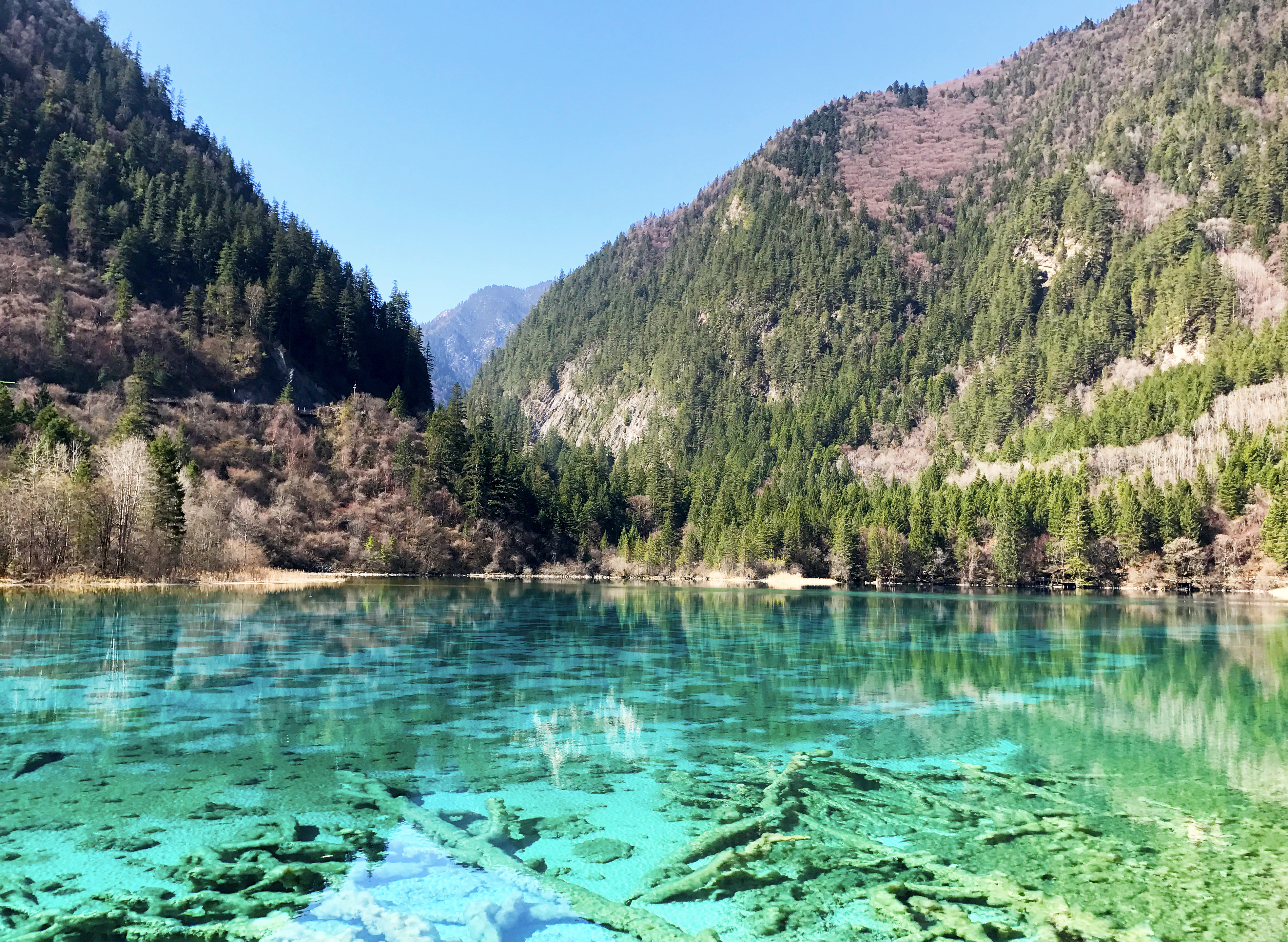
وادي جيوتشاي
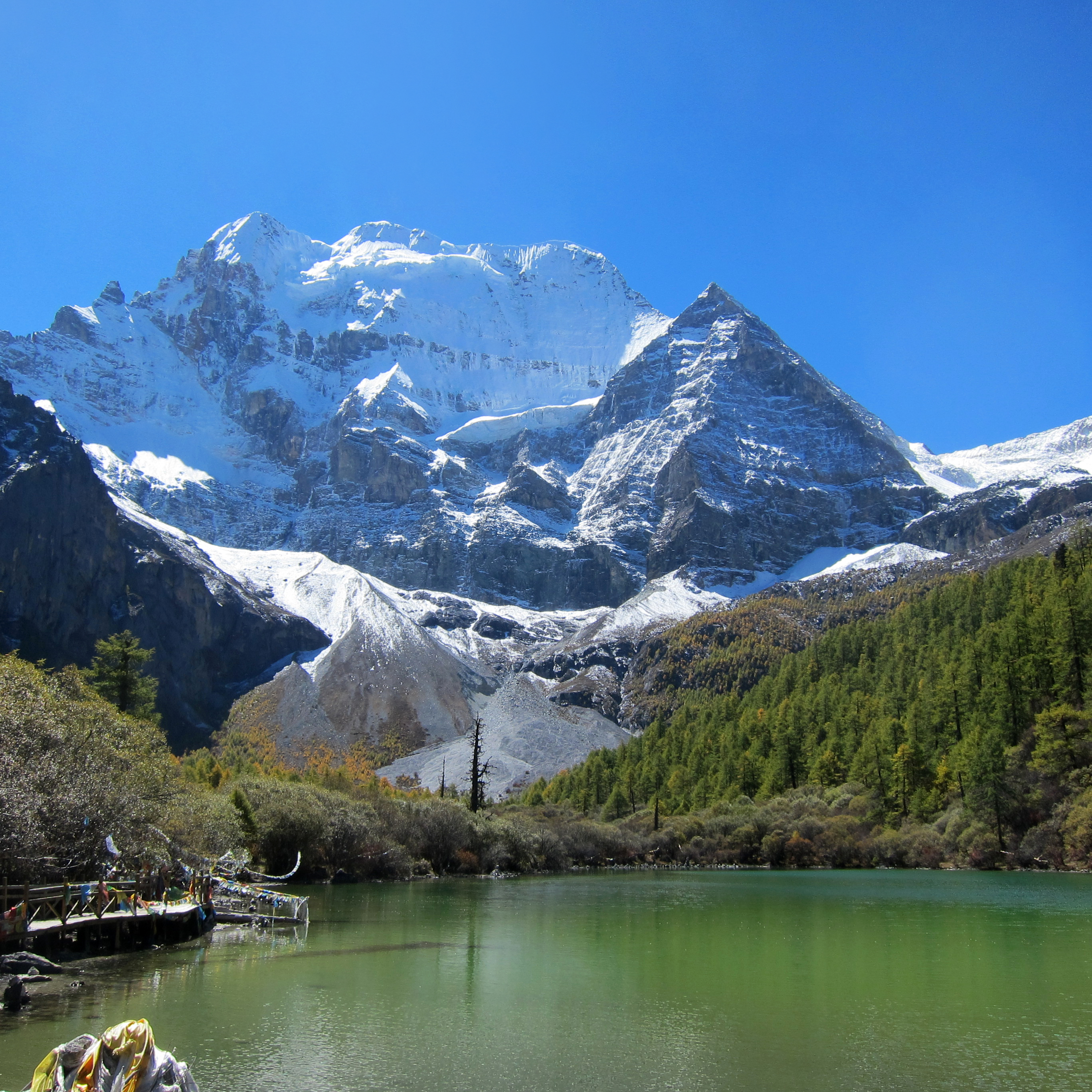
يادنج / Yading
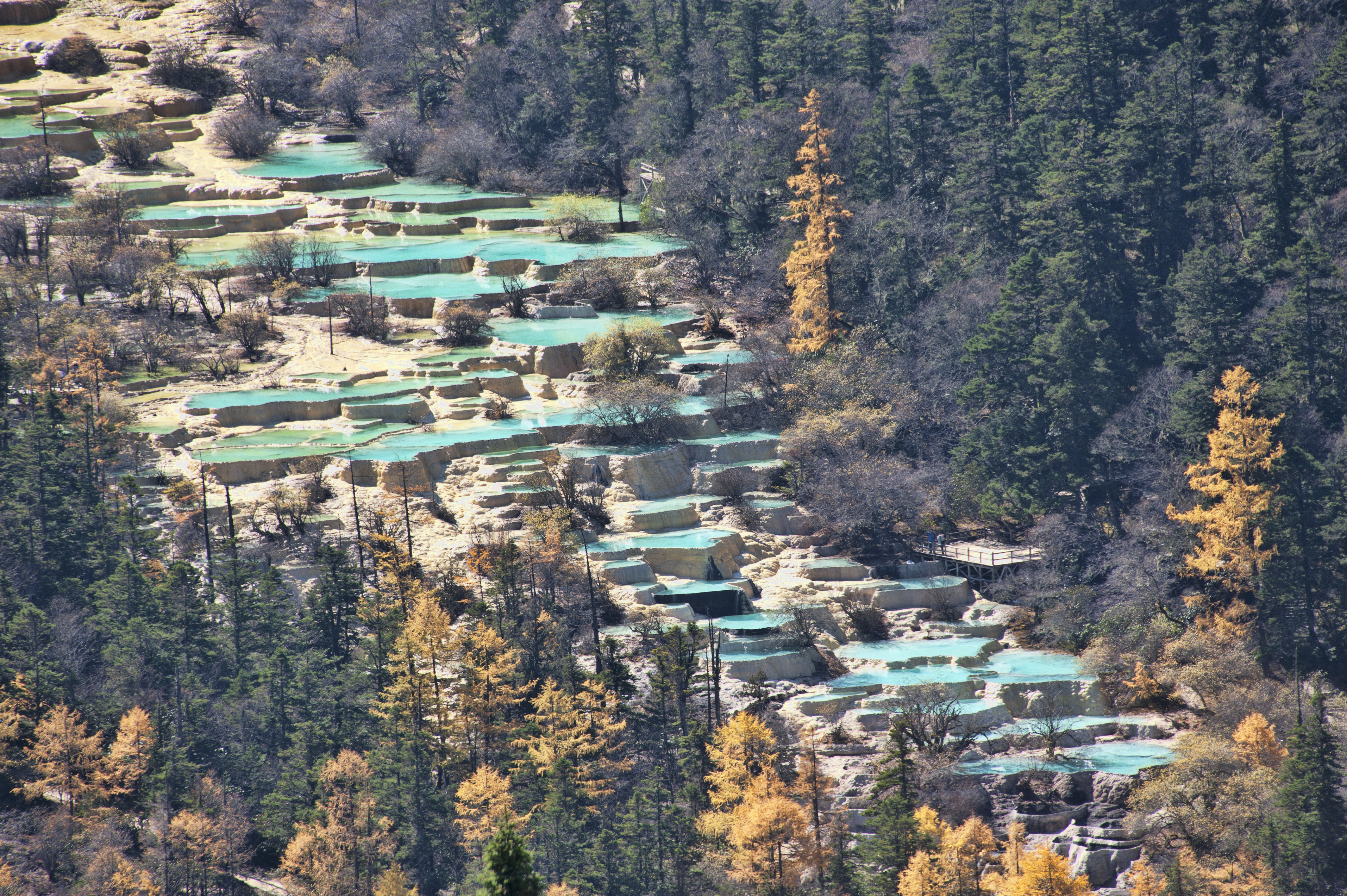
منطقة هوانغلونغ
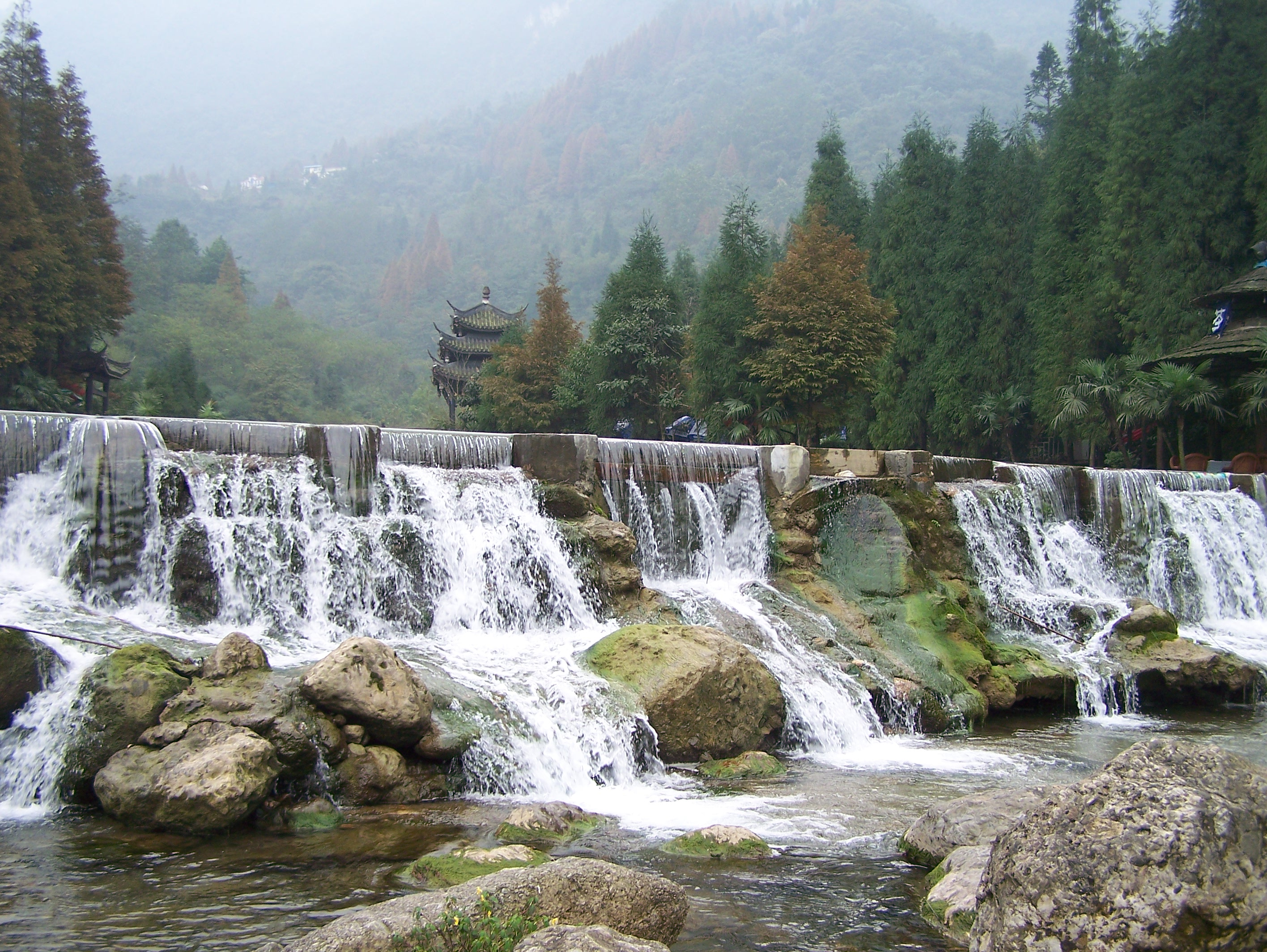
الشلالات في جبل تشينشينج

تشمل موقع تراث عالمي لليونسكو في مقاطعة سيتشوان وبلدية تشونغتشينغ:
- قطع صخرة دازو و«وولونغ كارست» (تشونغتشينغ بلدية)
- منطقة هوانغلونغ
- وادي جيوتشاي المنطقة ذات المناظر الخلابة والتاريخية
- جبل آماي منطقة ذات مناظر خلابة، بما في ذلك ليشان بودا العملاق منطقة ذات مناظر خلابة
- جبل تشينغتشنغ ونظام دوجيانغيان للري
- محميات الباندا العملاقة سيتشوان

اعتبارًا من يوليو 2013 يقع أكبر مبنى في العالم وهو مركز القرن الجديد العالمي في مدينة تشنغدو، على ارتفاع 328 قدم (100 م)، بطول 1,640 قدم (500 م)، وعرض 1,312 قدم (400 م)، يُضمُّ المركز منافذ البيع بالتجزئة و 14 مسرح سينمائي، ومكاتب، وفنادق، ومنتزه جزيرة باراديس المائي، وشاطئ اصطناعي، و شاشة LED بطول 164 يارد (150 م)، وحلبة تزلج، وسفينة قرصنة، وقرية متوسطية مزيفة، وشمس اصطناعيَّة على مدار 24 ساعة، ومنطقة وقوف سيارات تتسع لـ 15000 نقطة.

## أعلام
- لي باي (701-762)، شاعر سلالة تانغ
- أويانغ شيو (1007-22 سبتمبر 1072)، مؤرخ كونفوشيوسي، كاتب مقالات، خطاط، شاعر، وبيروقراطي رسمي من أسرة سونغ
- سو شي (8 يناير 1037 - 24 أغسطس 1101)، مسؤول بيروقراطي كونفوشيوسي، وشاعر، وفنان، وخطاط، وطبيب صيدلي، ومذوق، وبيروقراطي رسمي من أسرة سونغ
- با جين (25 نوفمبر 1904 - 17 أكتوبر 2005)، روائي وكاتب
- دنغ شياو بينغ، زعيم باراماونت الصيني خِلال الثمانينات، منزله السابق وهو الآن متحف
- لي تشينج يوين (李清雲؛ تُوفيَّ في 6 مايو 1933)، معالج بالأعشاب وفنان عسكري ومستشار تكتيكي، معروف أيضًا بادعاءات طول العمر الشديد
- تشانغ يونغ (صاحب مطعم)، أغنى رجل في سنغافورة عام 2019
- وانغ جيان لين، قطب الأعمال ومستثمر ومحسن
- تشنغ جي، أخصائي التغذية والكيمياء الحيوية الرائد
- تشو دي، جنرال، أمير حرب، سياسي، وثوري
- تشانغ لان، ناشط سياسي
- جوو موروو، مؤلف وشاعر ومؤرخ وعالم آثار ومسؤول حكومي
- تشانغ كون، رئيس وزراء جمهورية الصين
- باي لينغ، ممثلة

## الرياضة
تشمل الفرق الرياضيةِ المحترفة في سيتشوان:
- رابطة كرة السلة الصينية
  - الحيتان الزرقاء في سيتشوان
- الدوري الصيني الثاني
  - سيتشوان جيونيو إف سي
- الدوري الصيني للكرة الطائرة
  - فريق سيتشوان للكرة الطائرة
- الدوري الصيني الممتاز لتنس الطاولة
  - فريق Sichuan Quan-Xing لتنس الطاولة

## الدول والمناطق الشقيقة
لسيتشوان اتفاقيَّات توأمة معَ كلّ من:
- واشنطن (ولاية)، الولايات المتَّحدة (1982)
- ميشيغان، الولايات المتَّحدة (1982)
- هيروشيما (محافظة)، اليابان (1984)
- ياماناشي (محافظة)، اليابان (1985)
- بيونغان الجنوبية (مقاطعة)، كوريا الشماليَّة (1985)
- ميدي بيرينه، فرنسا (1987)
- شمال الراين-الراين، ألمانيا (1988)
- ليسترشير، المملكة المتَّحدة (1988)
- بييمونتي، إيطاليا (1990)
- بيرنامبوكو، البرازيل (1992)
- مقاطعة تولنا، المجر (1993)
- منطقة بلنسية، إسبانيا (1994)
- إقليم العاصمة، بلجيكا (1995)
- ولاية باريناس، فنزويلا (2001)
- فرايزلاند، هولندا (2001)
- أوبليس ألماتي، كازاخستان (2001)
- مبومالانجا، جنوب إفريقيا (2002)
- سوفان بوري، تايلاند (2010)
- فيكتوريا (فيكتوريا)، أُستراليا (2015)

## معرض صور

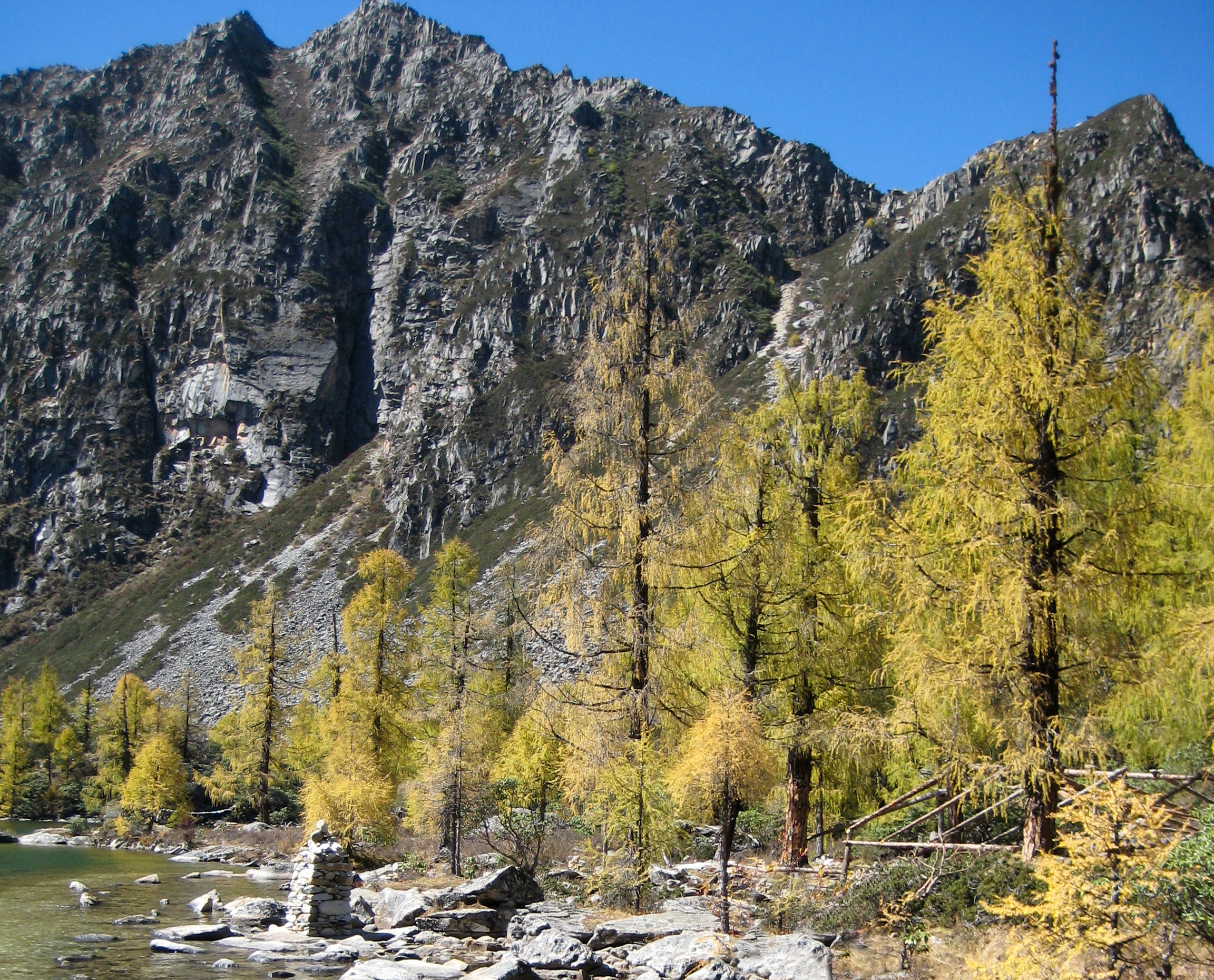
"أرزية بوتانينية" بلون الخريف.
محافظة غارزي
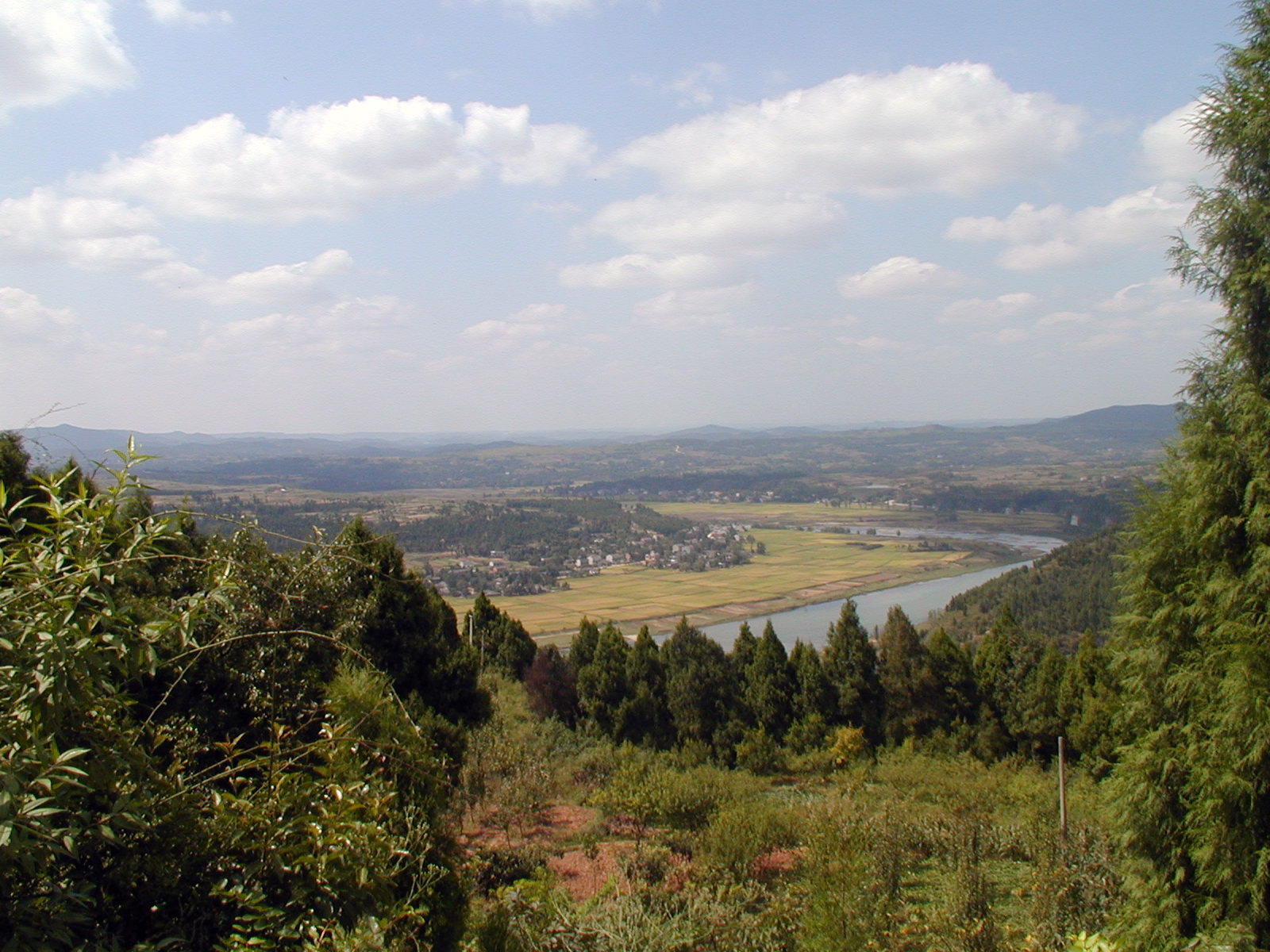
مقاطعة Zitong
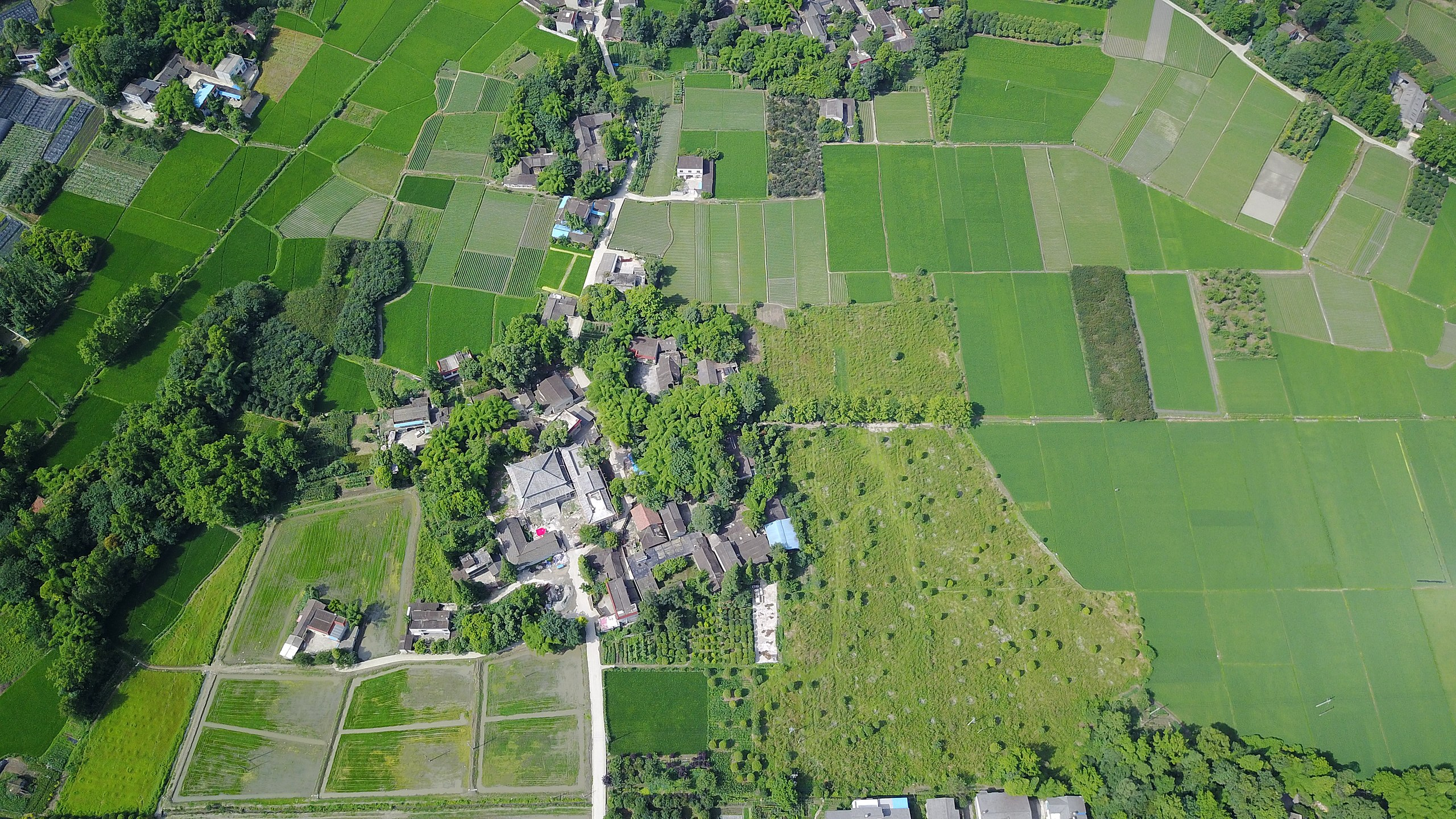
معلم "لينبان في سهل تشنغدو" في منطقة سهل تشنغدو، سيتشوان.